# Stavkirke

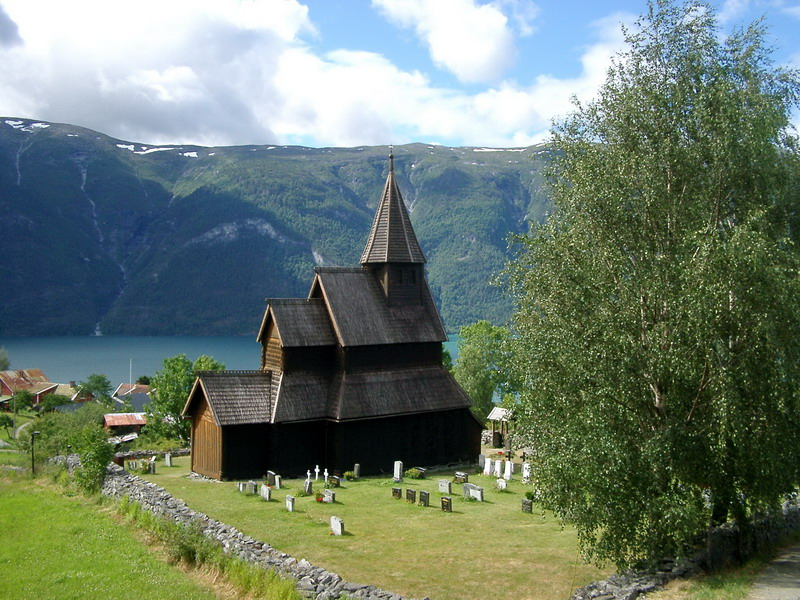
Stavkirke d'Urnes inscrite sur la liste du patrimoine mondial de l'UNESCO

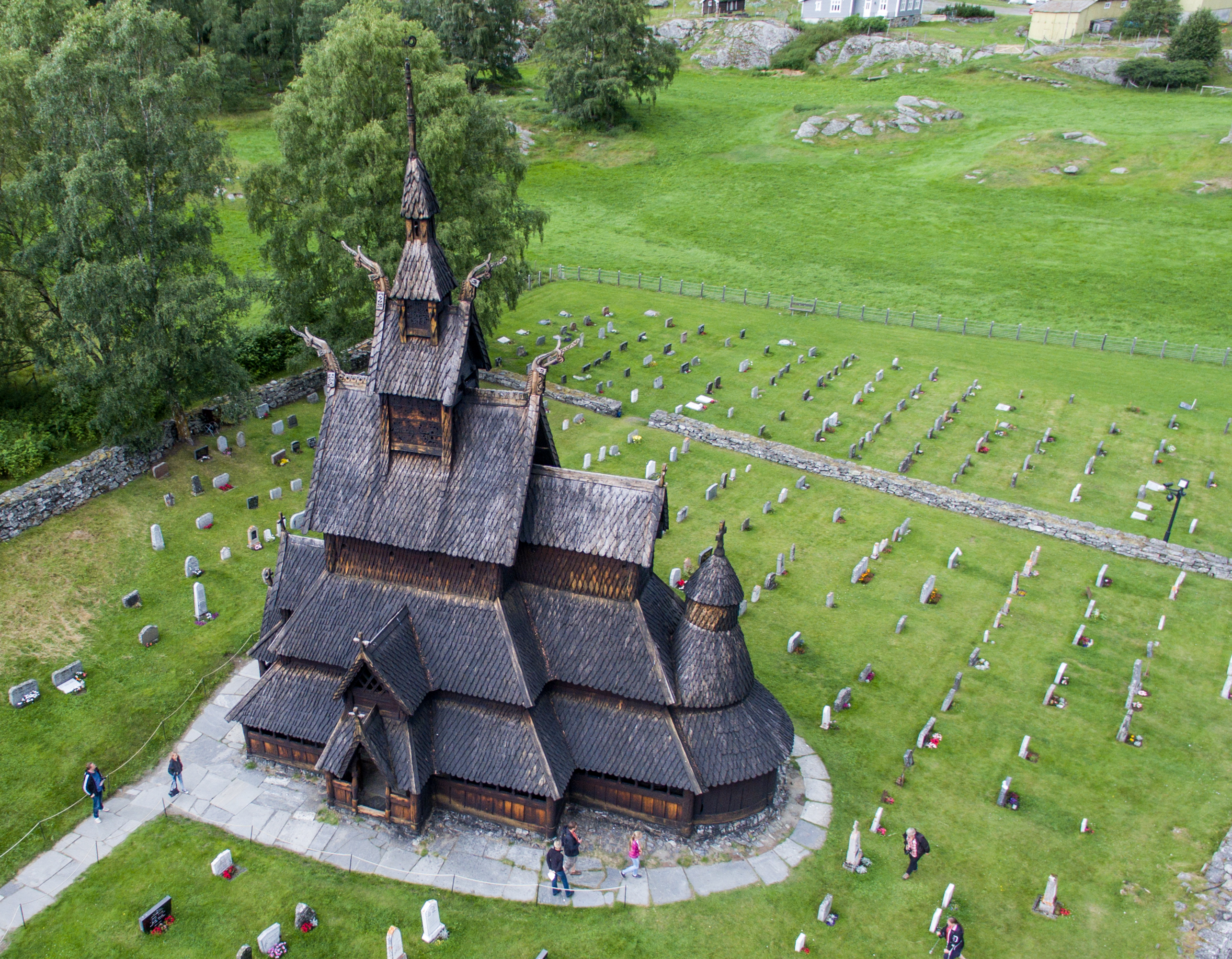
Stavkirke de Borgund

Une stavkirke ou stavkyrkje (en norvégien bokmål et nynorsk ; au pluriel, on emploie généralement en français une forme régulière en stavkirkes, parfois le pluriel norvégien stavkirker) est une église médiévale en bois typique de la Norvège, bien que des fouilles laissent penser que d'autres églises de ce type aient pu exister ailleurs en Europe du Nord. On a répertorié environ 1 300 églises médiévales, dont 28 ont été sauvegardées en Norvège, et une en Pologne après son transfert dans ce pays en 1844. On les appelle en français les « églises en bois debout » car des mâts ou poteaux sont utilisés pour soutenir le toit et l'élévation de la nef, mais aussi élever les murs.
La stavkirke constitue un des types les plus élaborés et les plus techniquement avancés de construction en bois qu'ait connu le Nord-Ouest de l'Europe au Moyen Âge. Cette technique de construction est représentée par la Stavkirke d'Urnes inscrite sur la liste du patrimoine mondial de l'UNESCO, celle de Borgund, la mieux conservée dans sa forme médiévale, ainsi que par 26 autres, de la plus grande à Heddal à la plus petite à Undredal, dans le site exceptionnel du Sognefjord en Norvège, et quelques autres en Europe du Nord-Ouest,.

## Le contexte historique

### La christianisation

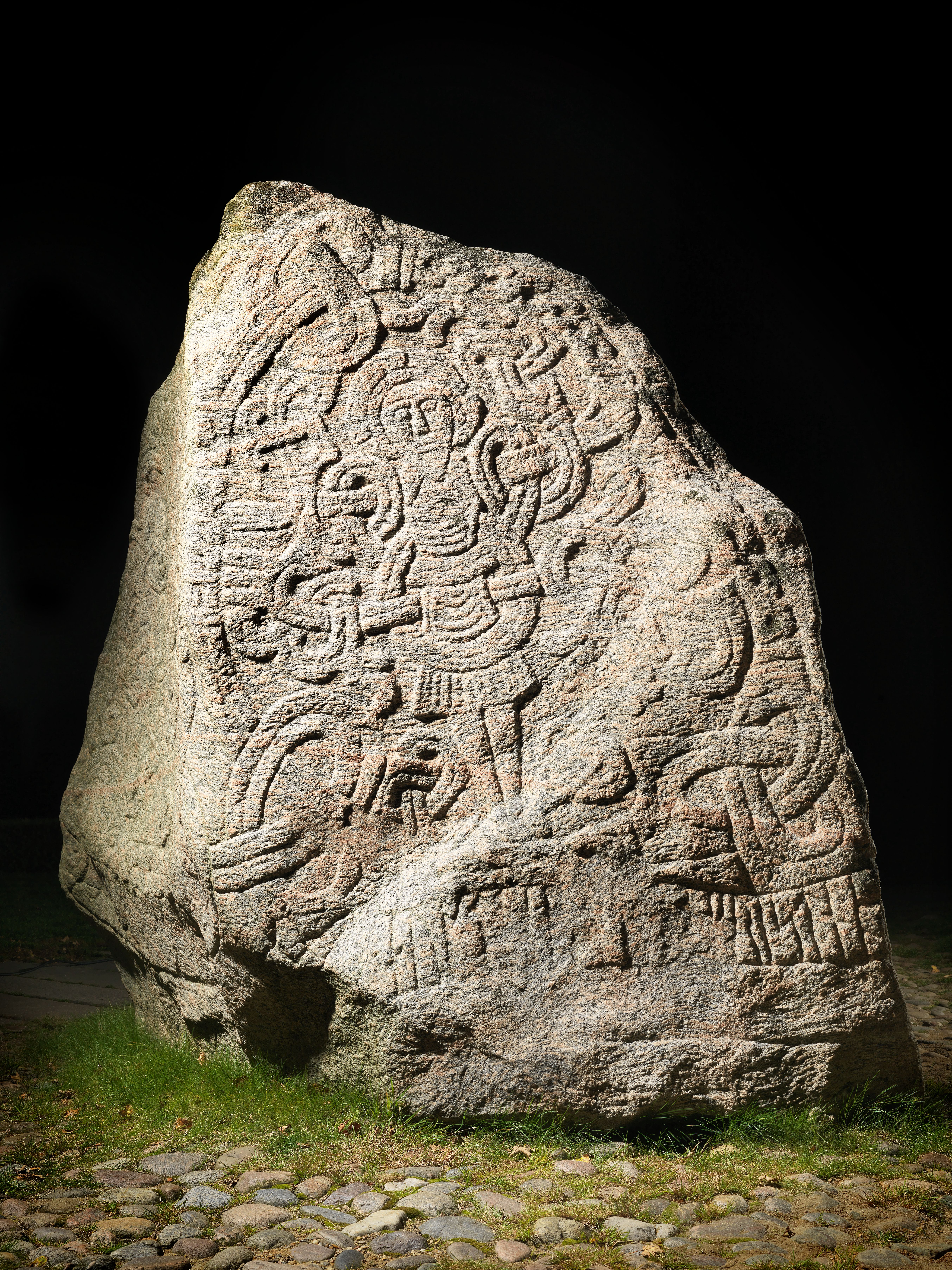
Pierre du Xe siècle avec une crucifixion

Le fils du premier roi Harald 1er de Norvège (vers 850-933) , le roi Håkon Ier (920-961), tente une première fois d'introduire le christianisme, puis vers l'an mil, Olaf Tryggvason amène avec lui des missionnaires anglais, mais il est tué. Un autre Olaf de la même famille, le futur roi Olaf II de Norvège, revenant d'expéditions vikings dans l'ouest de l'Europe, est sans doute baptisé à Rouen en 1013,. Il essaie vers 1015 de consolider un pouvoir royal suprême dans le pays et reprend les efforts de ses prédécesseurs pour imposer le christianisme. Le 29 juillet  1030, le roi Olaf est tué et ses restes déposés dans une châsse à Trondheim. Des miracles se produisent, sa sainteté est reconnue et marque un moment décisif pour la chrétienté en Norvège. Au XIe siècle, le roi Olaf III de Norvège renforce le pouvoir central et la position de l'Église qui devient plus influente que le culte païen. Au cours du deuxième tiers du XIe siècle, les Vikings et des chefs baptisés à l'étranger soutiennent plus ou moins la mission d'évangélisation qui passe de la haute société vers le peuple et du sud de la Norvège vers l'intérieur du pays. Pendant les XIe et XIIe siècles, l'importance croissante du christianisme est éloquente par l'accroissement de la construction d'églises avec la pénétration de l'iconographie chrétienne traditionnelle et des tendances stylistiques de l'Europe occidentale.
La Norvège passe d'une religion pré-chrétienne qui va des croyances aux esprits de la nature, du culte des ancêtres et de la fécondité jusqu'à une mythologie polythéiste compliquée entièrement liée à l'organisation sociale, politique et militaire de la communauté aux nouvelles lois chrétiennes. Aux XIIe et XIIIe siècles, ces lois interdisent les fêtes sacrificielles attachées aux réunions de la communauté qui sont des assemblées sacrées. Des noms de lieux indiquent l'emplacement de lieux de culte, souvent des prairies, mais l'existence de bâtiments spéciaux pour les temples est fortement mise en doute. Les paroisses représentent à peu près les communautés formées par des fermes isolées, car il n'y a pas de villages, le commerce étant à l'origine des premières villes qui sont des carrefours pour le transit entre l'Europe de l'Est et l'Europe de l'Ouest.
L'Église semble avoir encouragé le mouvement d'édification de petites églises pour quadriller rapidement la région dans un élan missionnaire. En Europe, les églises sont le plus souvent en pierre, mais la Norvège utilise son expérience de la construction en bois des habitations et de la construction navale. Les difficultés de communication obligent à trouver les matériaux sur place et construire avec de petits éléments de bois de feuillus, car il n'y a pas d'arbres de grande taille dans les forêts. On trouve la trace de trous de poteaux d'églises de poste qui évoluent en églises en bois debout reposant sur un seuil de grosses pierres afin de s'affranchir des problèmes d'humidité du sol. L'une des plus anciennes encore existantes est la stavkirke d'Urnes construite vers 1140 à l'emplacement de deux stavkirke antérieures.

### La diffusion des églises en bois debout

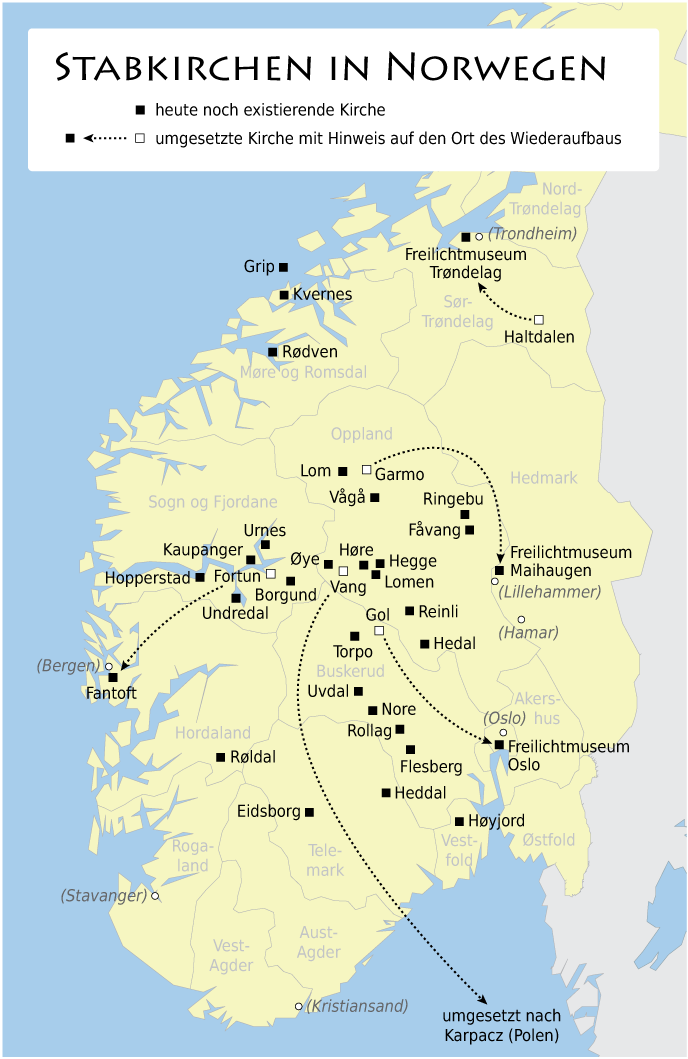
Carte des stavkirker en Norvège

La plupart des églises en bois debout sont construites entre 1150 et 1350, mais beaucoup disparaissent vers 1700. Une carte de 1800 montre que 322 sont dans des zones peu peuplées, dans les vallées de montagnes, les villages forestiers, dans les villages de pêcheurs sur les îles et les petits fjords. Les églises en pierre sont dans les villes, les basses terres de l'Est et du Nord, le long de la côte et dans les grandes paroisses des fjords de la Norvège occidentale.
Il reste en Norvège 28 églises en bois debout, dont deux déplacées à Bergen et Oslo et une autre dans une île (Grip) aujourd'hui inhabitée. En dehors de la Norvège, la stavkirke de Hedared est toujours debout en Suède et, si on élargit le concept, on trouve des exemples dans l'Europe du Nord-Ouest et on peut y inclure l'église de Greenplace dans le Sussex en Angleterre et quelques restes dans l'église d'Hemse en Suède.
Des vestiges d'églises de poste marquées par des trous de poteaux sont découverts sous les stavkirkes d'Urnes, Lom et Hǿre et d'autres plus anciennes sont connues par des textes et des fouilles archéologiques, mais les sources sont rares et difficiles à interpréter,.

## Architecture

### Les influences
Les origines des stavkirkes sont largement controversées. Elles sont un mélange compliqué de différentes traditions européenne et du Moyen-Orient, ainsi que des anciennes pratiques locales de la Norvège.
L'art scandinave de l'époque romane correspond à l'âge de conversion au christianisme : il est l'art de la conquête pacifique de terres païennes par l'Évangile. Il subit l'influence de l'art viking qui culmine avec la barque et les objets d'Oseberg. Le dragon ancestral vient couronner les pinacles des églises. Le thème de Gunnar dans la fosse aux serpents remplace celui de Daniel dans la fosse aux lions. Pour les chrétiens, Daniel adorateur du seul Dieu vivant et vainqueur du mal est une préfiguration du Christ et Gunnar dans la fosse aux serpents peut constituer un symbole plus spécifique du Christ souffrant.
Lorentz Dietrichson soutient que l'église en bois debout est la traduction ingénieuse de la basilique romane en pierre, l'église à nef avec des influences paléochrétiennes et romanes anglo-saxonnes , surtout normandes romanes et irlandaises avec des toits représentant les traditions locales. En 1854, N. Nicolayen dans son ouvrage sur l'art médiéval en Norvège y trouve des influences de l'architecture byzantine. Peter Anker pense que l'influence de l'architecture étrangère en pierre se retrouve plutôt dans les détails décoratifs. Pour Anders Bugge, les églises en bois ont suivi le développement des églises en pierre.

### Le contexte technique

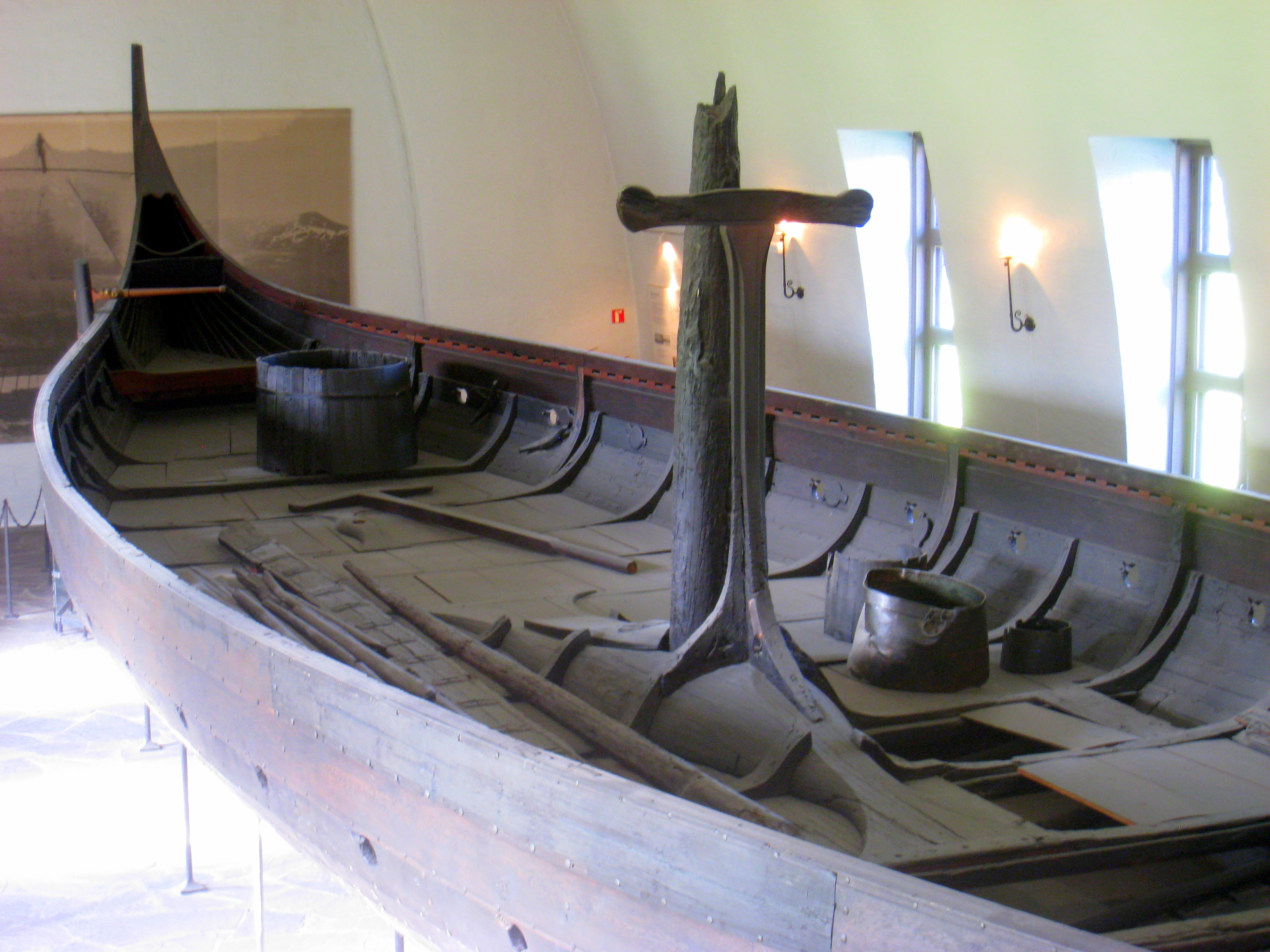
Assemblage par kne

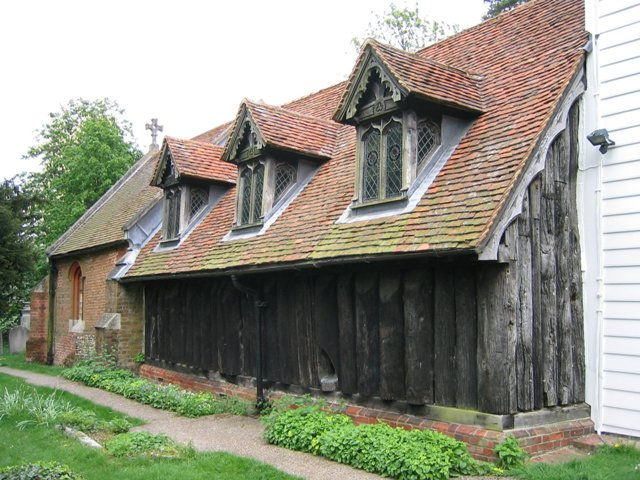
Église de Greensted

Le plus souvent en Europe, c'est l'architecture de pierre qui prévaut dans les constructions religieuses. La Norvège fait exception, les communications sont difficiles, les lieux de culte nombreux, dispersés et de petite taille. Elle bénéficie de l'expérience des charpentiers et des sculpteurs dans l'édification des habitations et la construction navale.
La technique du bois debout s'est développée dans les pays riverains de la mer du Nord. Elle se retrouve en Norvège, dans les îles britanniques, la Normandie, la Hollande, le Danemark et le long de la mer Baltique jusqu'à Stockholm. Le caractère dominant de ces régions est l'absence d'arbres droits de grande taille, les forêts étant essentiellement composées de feuillus, un climat assez doux mais venteux qui fait que l'on s'abrite plus de la pluie et des orages que du froid.
Le défi pour les constructeurs de stavkirkes est de réaliser des bâtiments élevés capables de résister aux tempêtes. Ils utilisent un élément essentiel de la construction navale, le kne ou coude, ou bois courbe, ou   bois tors, bois de construction (bois d’œuvre ou bois de marine) issu d'un arbre qui n'est pas droit ou qui n'est pas droit de fil, qui reprend les efforts horizontaux et verticaux dans les assemblages de charpente.
La construction en bois debout connaît trois étapes d'évolution. La première est une palissade composée de poteaux juxtaposés et plantés en terre dont il reste un exemple : une partie de l'église de Greensted en Angleterre datée vers 1053. Dans la deuxième, les poteaux d'angles sont plantés en terre, mais reliés par une poutre sablière qui isole du sol les poteaux ou planches épaisses de remplissage de la paroi. Enfin, la structure entière est au-dessus du sol sur un socle de pierre, les poteaux d'angles sont reliés par des poutres hautes et bases formant un cadre garni de planches juxtaposées. Les efforts horizontaux ne sont plus repris par l'ancrage des poteaux.

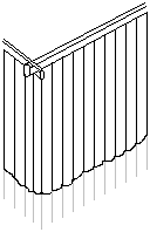
La palissade
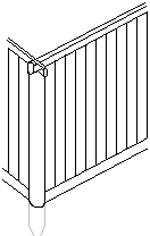
Poteaux d'angles et semelle
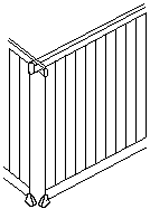
Ensemble posé sur un socle

À partir de ces techniques, on peut regrouper les églises en bois debout sous deux types A et B qui ont une origine commune à l'Europe occidentale, mais la dernière phase avec la construction de bois posée sur un socle de pierre semble abandonnée partout sauf en Norvège.
Le type A regroupe les églises de petite taille et de faible hauteur, y compris celles avec un seul mât central. Dans le type B, les églises sont plus grandes. La nef est soutenue par quatre à vingt mâts et on introduit un système de stabilisation indispensable à la survie du bâtiment. Ce type B est composé de deux ensembles distincts. Celui dit de Kaupanger où tous les mâts sont intacts et donnent l'illusion d'une colonnade de cathédrale. Le deuxième dit de Borgund voit au moins deux mâts coupés à mi-hauteur et la structure supérieure repose sur le "tang" ou arc en bois. Les églises de Torpo et Heddal, avec les caractéristiques des deux ensembles, sont des exemples de transition.

### Les stavkirkes de type A

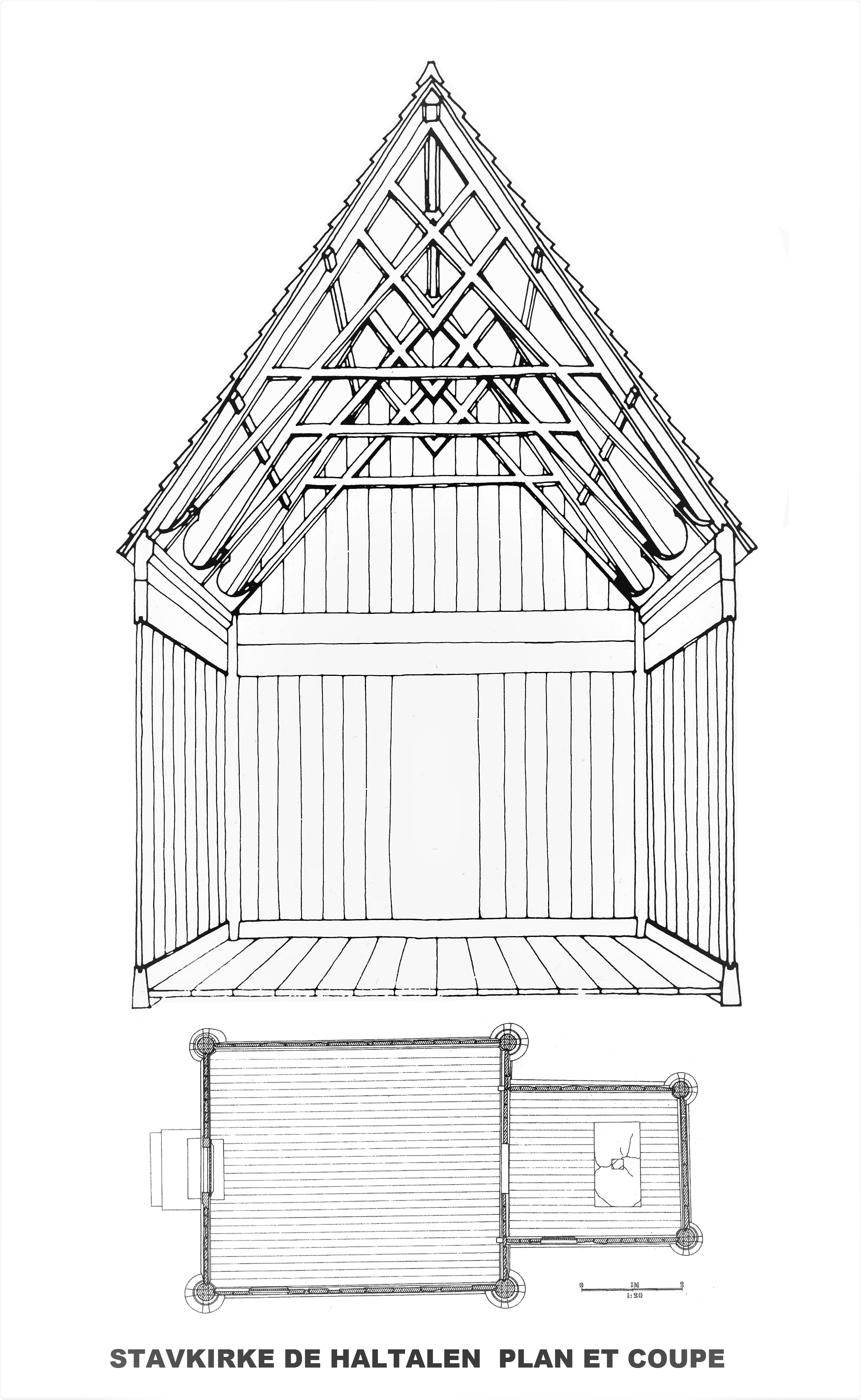
Stavkirke de Haltdalen.

La petite stavkirke de Haltdalen peut être considérée comme le prototype des églises en bois debout du type A. Elle reprend le plan des églises en pierre avec une nef de 6 m de longueur x 5 m de largeur et un chœur un peu moins grand de 3,5 m de longueur x 3 m de largeur. Les murs de la nef et du chœur sont de la même hauteur. Le squelette des murs extérieurs est fait d'une semelle trapézoïdale et de poteaux d'angles de section circulaire dont les bases sphériques maintiennent solidement en place l'intersection des semelles. Les poutres sablières sont de formes compliquées pour supporter les chevrons qui sont reliés par des arches formées de corbeaux 1/4 de rond contribuant à la stabilité du bâtiment.
La construction combine la résilience et la résistance en protégeant les parties exposées à l'humidité et à la pourriture.
Certaines églises de ce type sont transformées en églises longues en élargissant le chœur de la même largeur que la nef. Quand les nefs sont longues, les parois sont recoupées par des poteaux intermédiaires. On trouve des églises à mât central pouvant soutenir la toiture et un clocher comme à Nore et Udval.
Églises existantes de type A : Grip, Haltdalen, Undredal, Hedalen, Reinli, Eidsborg, Rollag, Uvdal, Nore, Høyjord, Røldal, Garmo, Kvernes et Rødven.

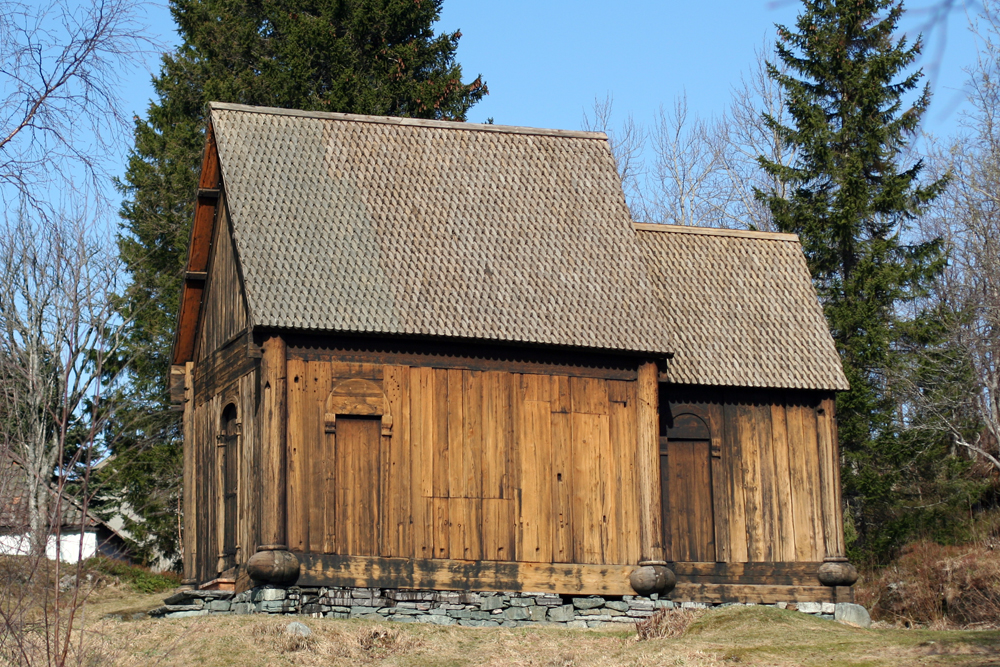
Stavkirke de Haltdalen
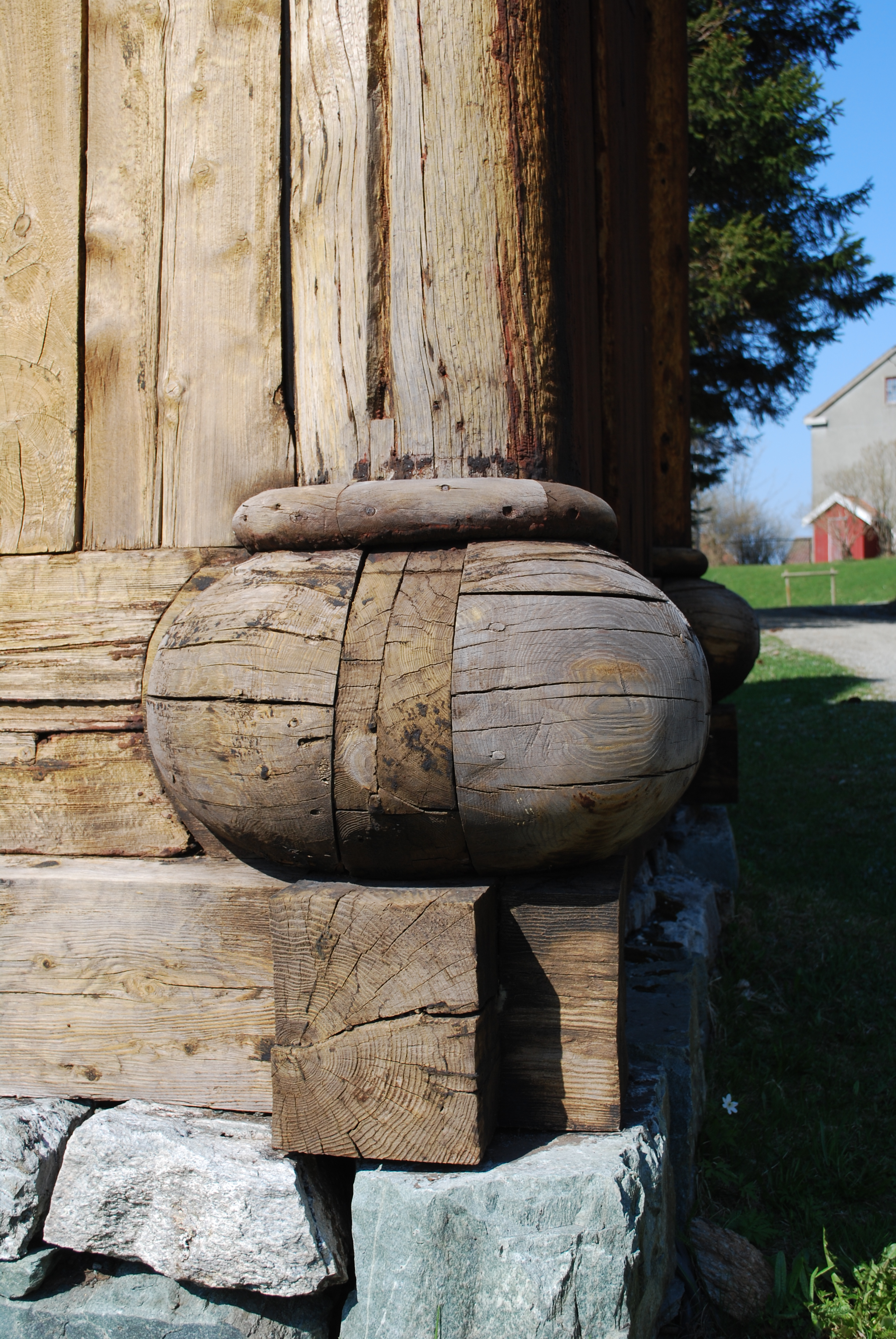
Détail pied de poteau
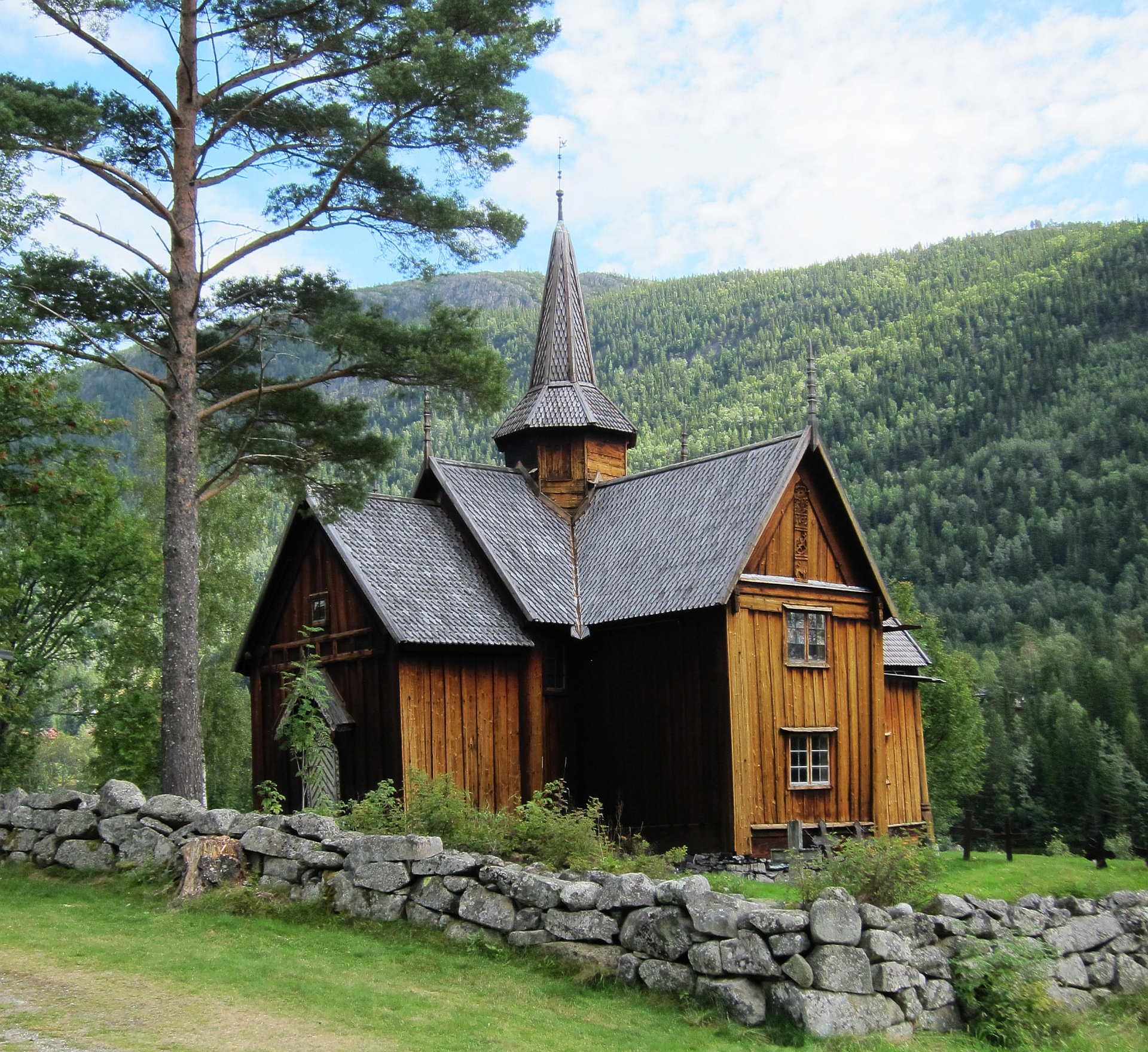
Stavkirke de Nore
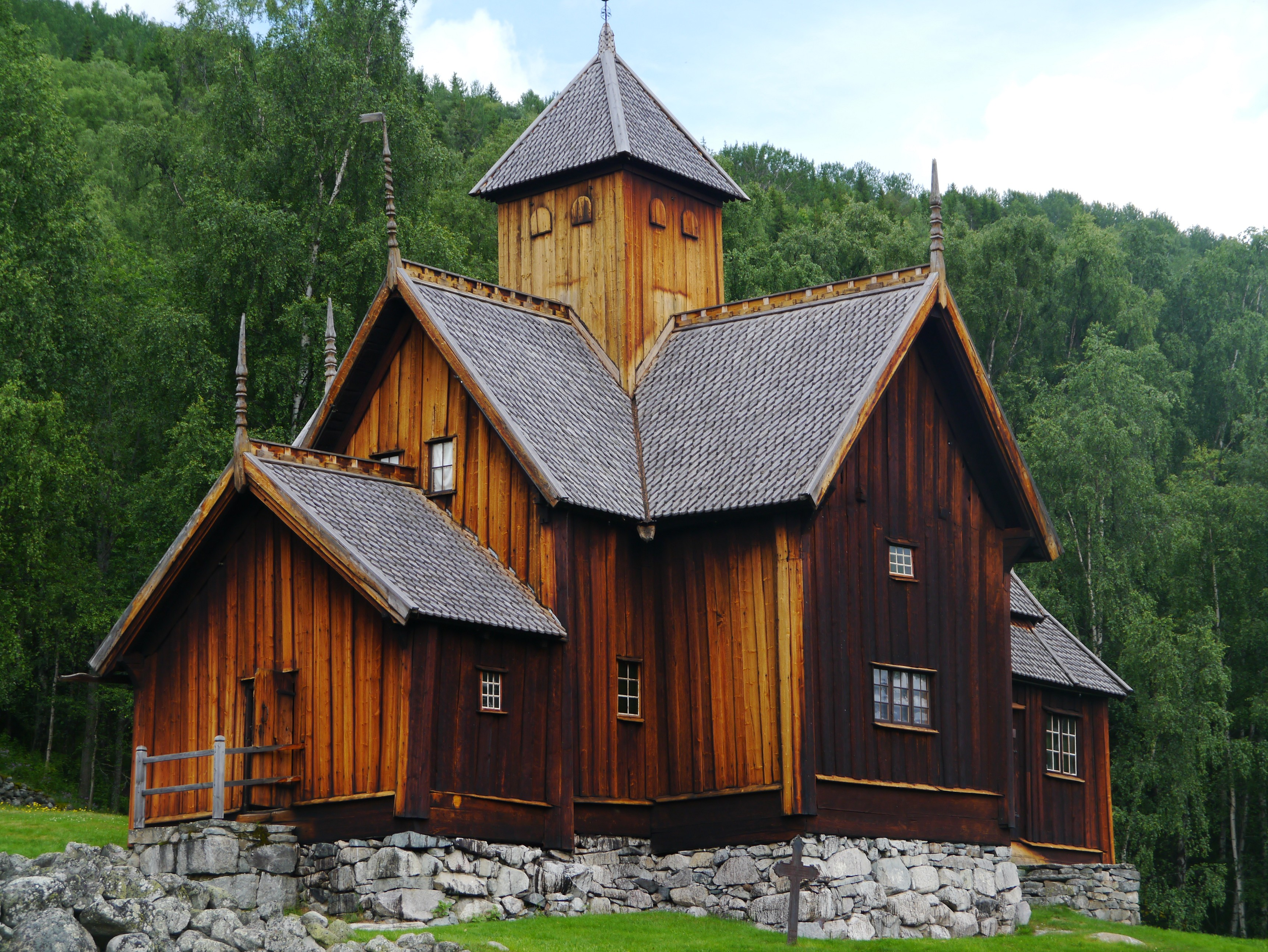
Stavkirke  d'Uvdal
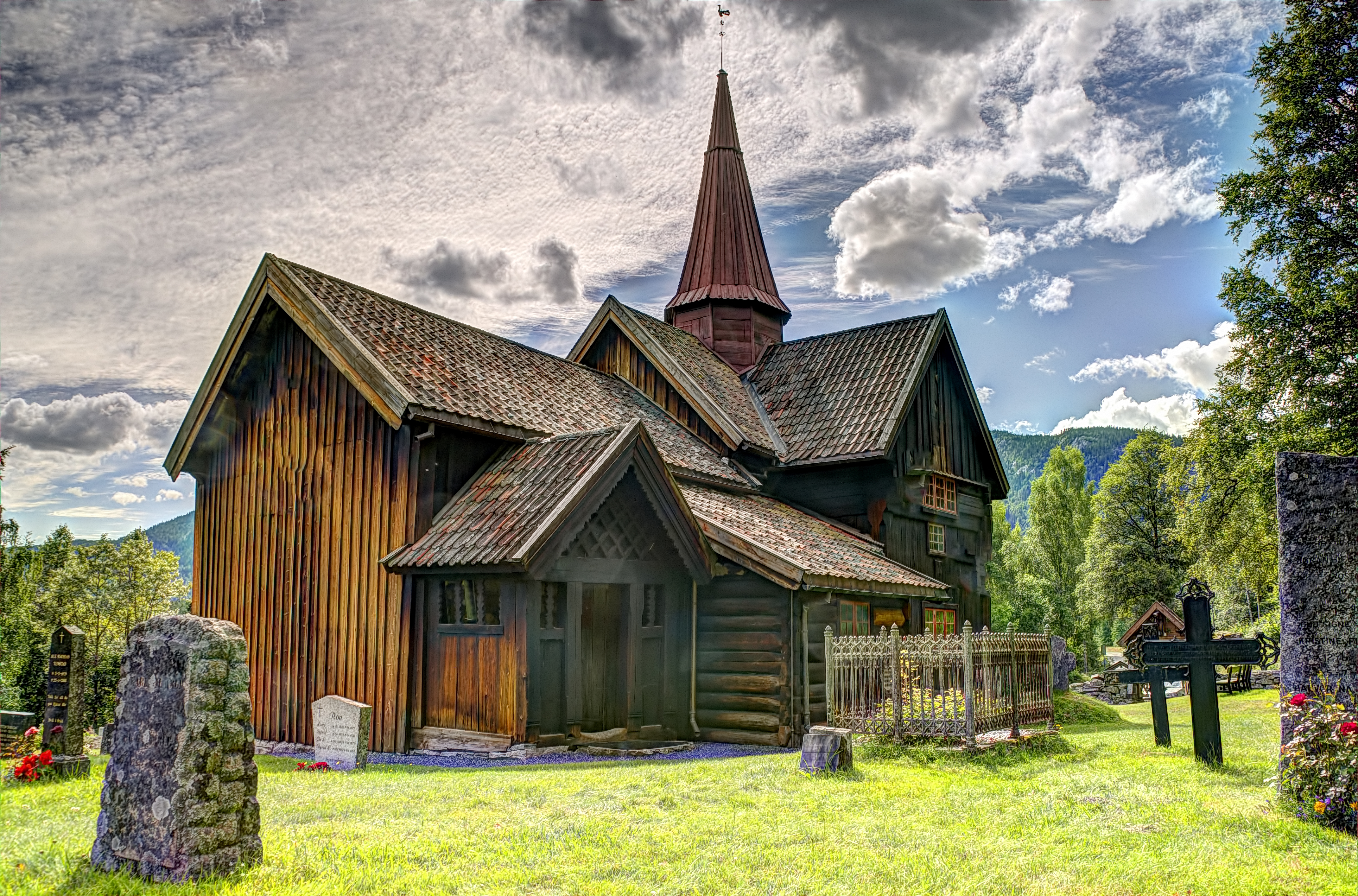
Stavkirke de Rollag

### Les stavkirkes de type B avec le centre surélevé

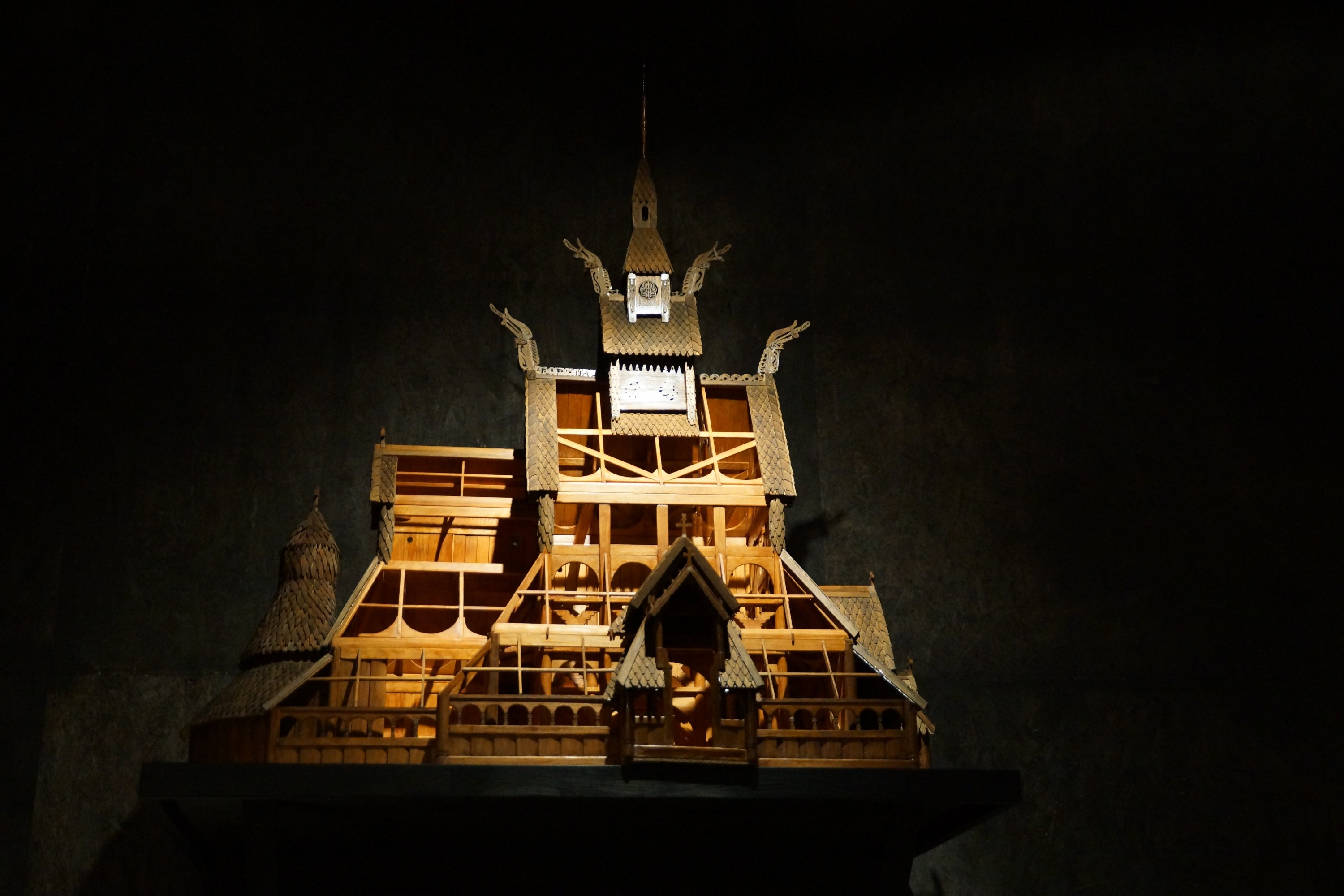
Maquette de la structure

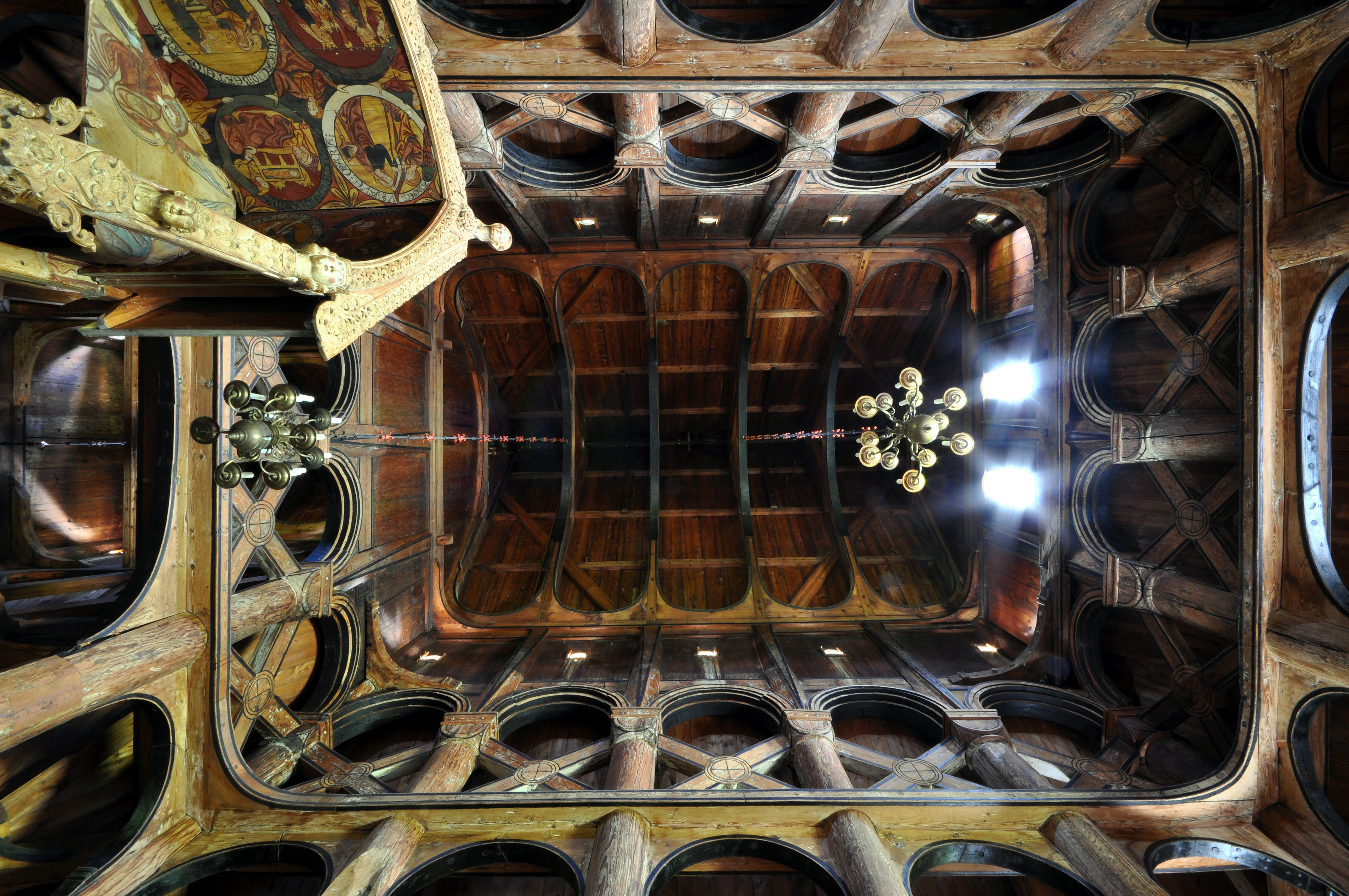
Le système de contreventement de la stavkirke de Hopperstad

L'évolution vers le type B se trouve dans la tradition tant sur le plan spirituel que liturgique de l'élévation vers le ciel. Cela implique une augmentation de la hauteur des mâts qui ressortent par le toit, formant ainsi une surélévation semblable à la nef des basiliques.
Une construction de cette hauteur est exposée aux vents violents : la stabilité du bâtiment est précaire, même s'il est muni d'une charpente de comble élaborée. Il faut donc avoir recours à certaines techniques de la construction navale, comme le kne ou coude joignant les chevrons et les assises. Pour résister aux tempêtes, il reste certains éléments de renfort de toit à mi-hauteur des mâts. En les liant les uns aux autres sur tout le périmètre de la construction, on obtient un rigidité suffisante pour résister aux vents les plus forts.
|                    |
| Coupe transversale |

|      |
| Plan |

|                     |
| Coupe longitudinale |

La caractéristique des églises du type B avec centre surélevé est la présence d'une galerie périphérique, contrairement aux seuls bas-côtés et au déambulatoire d'une église de type basilical. Sur une fondation en pierre est posé un cadre rigide fait de solives qui dépassent aux quatre coins d'un à deux mètres, où reposent les murs de la galerie. Les mâts centraux portent le toit et les efforts horizontaux sont repris à mi-hauteur par cette structure. Un grand principe qui se dégage de ces constructions est l'emploi de cadres rectangulaires horizontaux ou verticaux assemblés de façon à former une structure cubique dont les différents éléments s'étayent les uns aux autres.
Un grand soin est apporté dans la protection de la partie inférieure de l'édifice : les solives se trouvent surélevées grâce aux pierres de fondement et les sablières basses des murs sont supportées par les extrémités saillantes des solives. De petits trous dans les sablières basses à la rainure des panneaux du mur, dans les sablières hautes et les entretoises des parties supérieures de l'édifice servent de drains. En outre, les sablières hautes débordent des panneaux du mur de façon à empêcher la pluie et la neige fondante du toit de pénétrer dans le bâtiment.

#### Groupe de Kaupanger

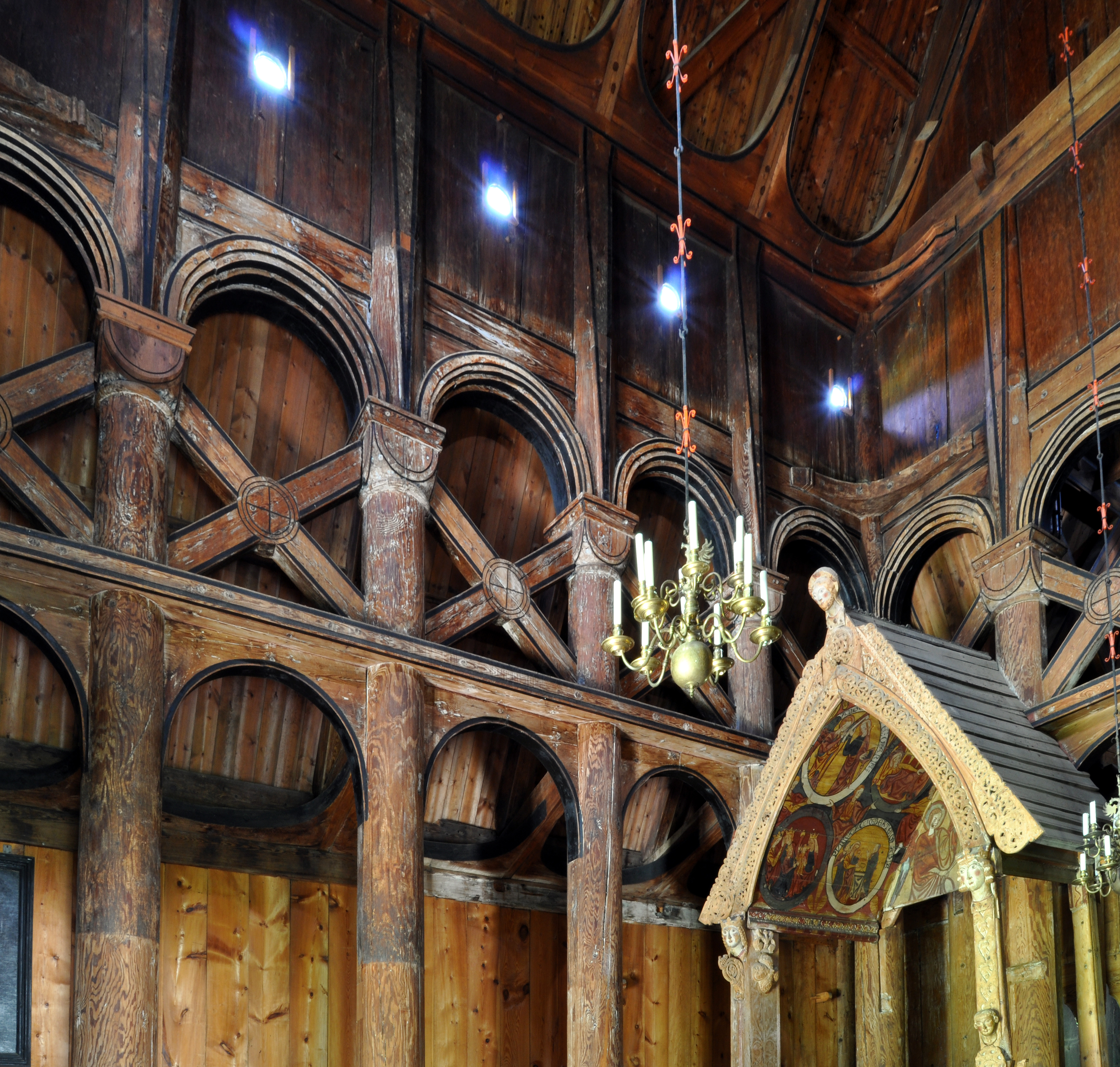
Stavkirke de Hopperstad : mâts avec chapiteaux (les croix sont postérieures).

Dans le groupe de Kaupanger, on trouve les stavkirkes d'Urnes, de Hopperstad et de Lom. Les mâts ou poteaux forment comme une colonnade de nef centrale et limitent l'espace visuel. Les chapiteaux semblent s'inspirer de l'art roman.

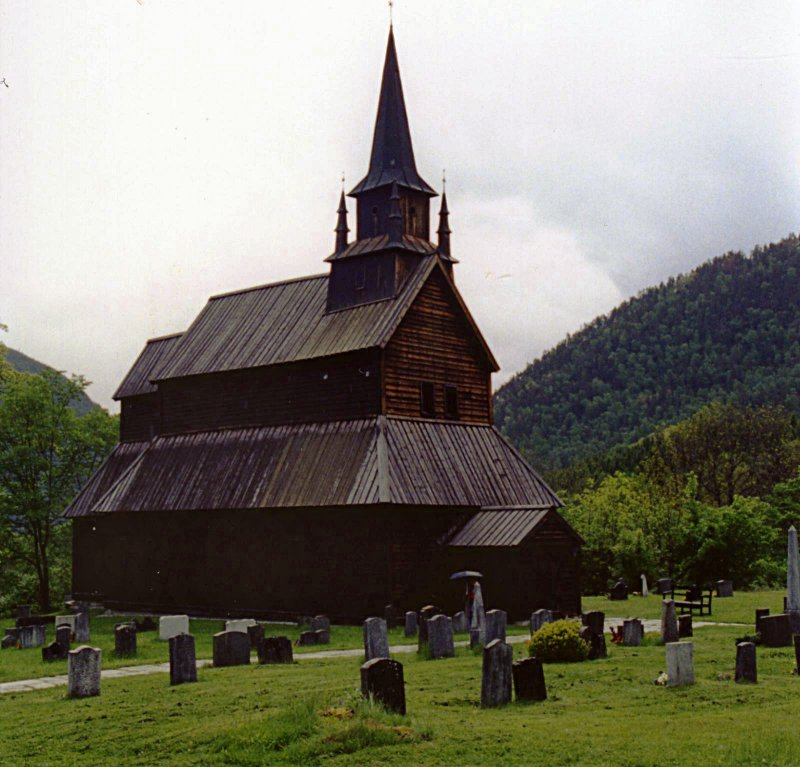
Stavkirke de Kaupanger
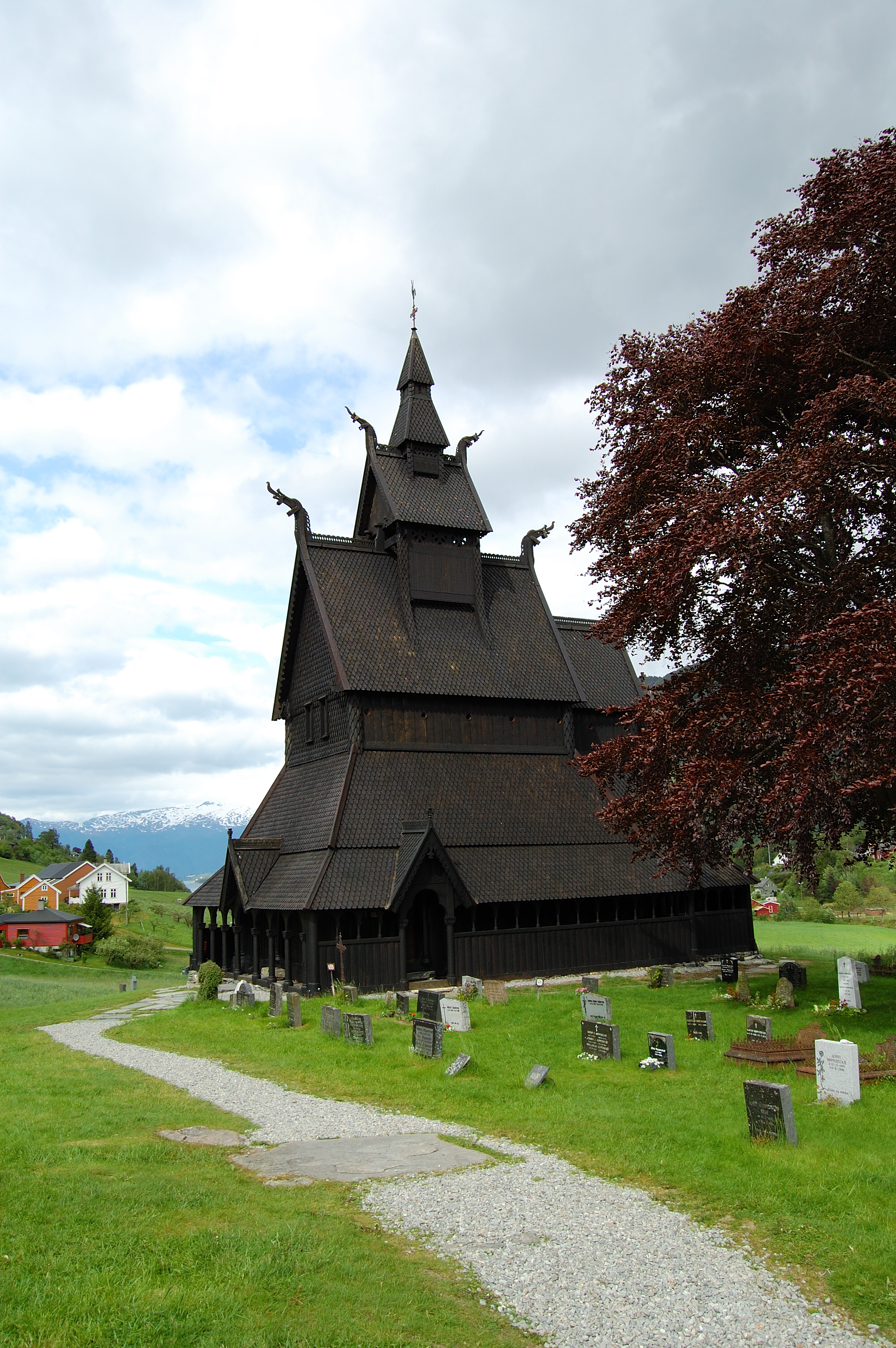
Stavkirke de Hopperstad
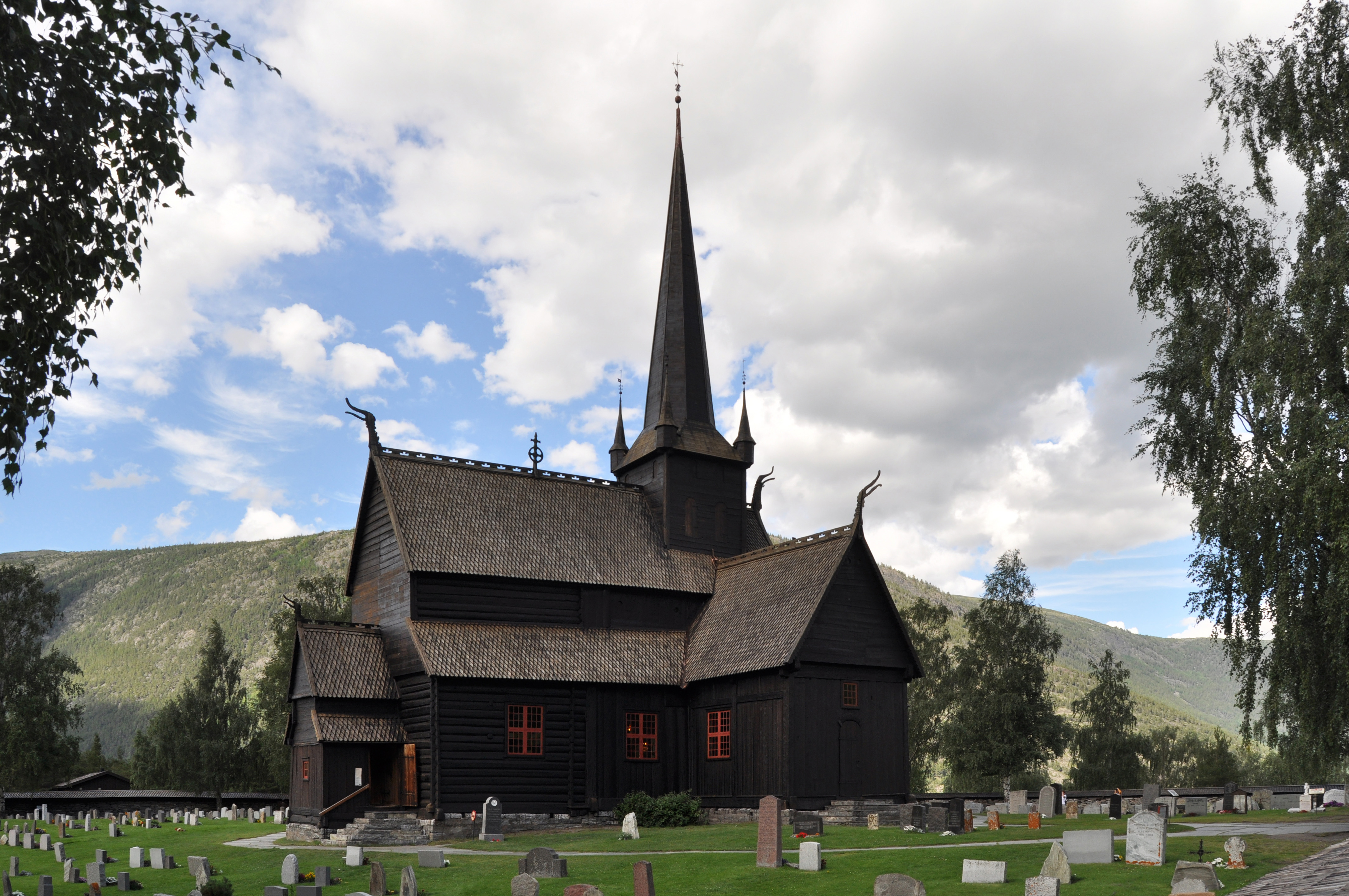
Stavkirke de Lom

#### Groupe de Borgund

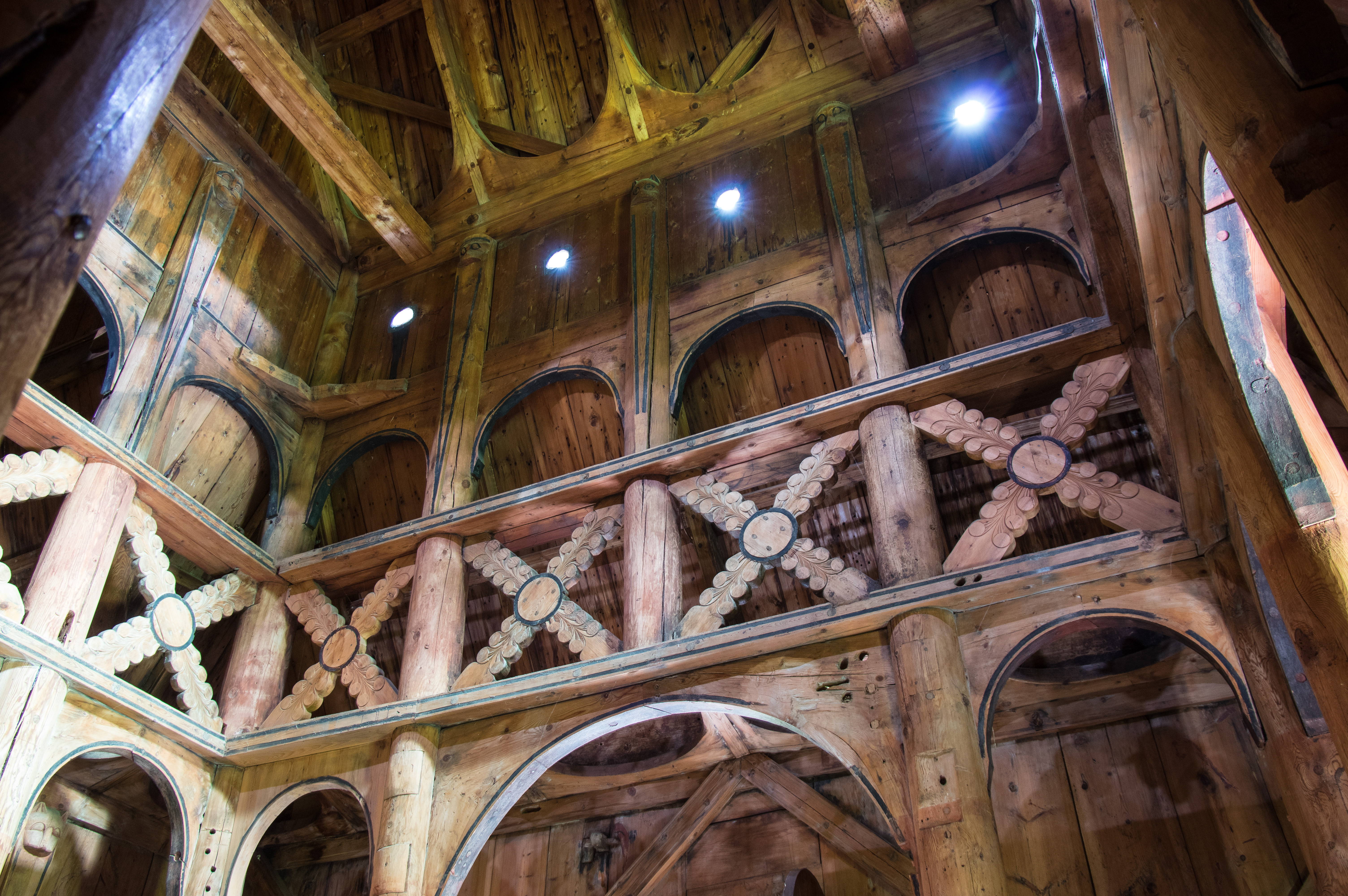
Mât coupé à Borgund

Dans le groupe de la stavkirke de Borgund, où l'on trouve les stavkirkes de Gol, Hegge, Høre, Lomen, Ringebu et Øye, les mâts ou poteaux centraux sont reliés par une succession de croix de saint-André dans la partie intermédiaire de l'élévation de la nef. Au-dessous, des poutres en forme d'arc relient les poteaux et cette stabilité permet de couper le bas de certains poteaux pour produire une autre expression architecturale.

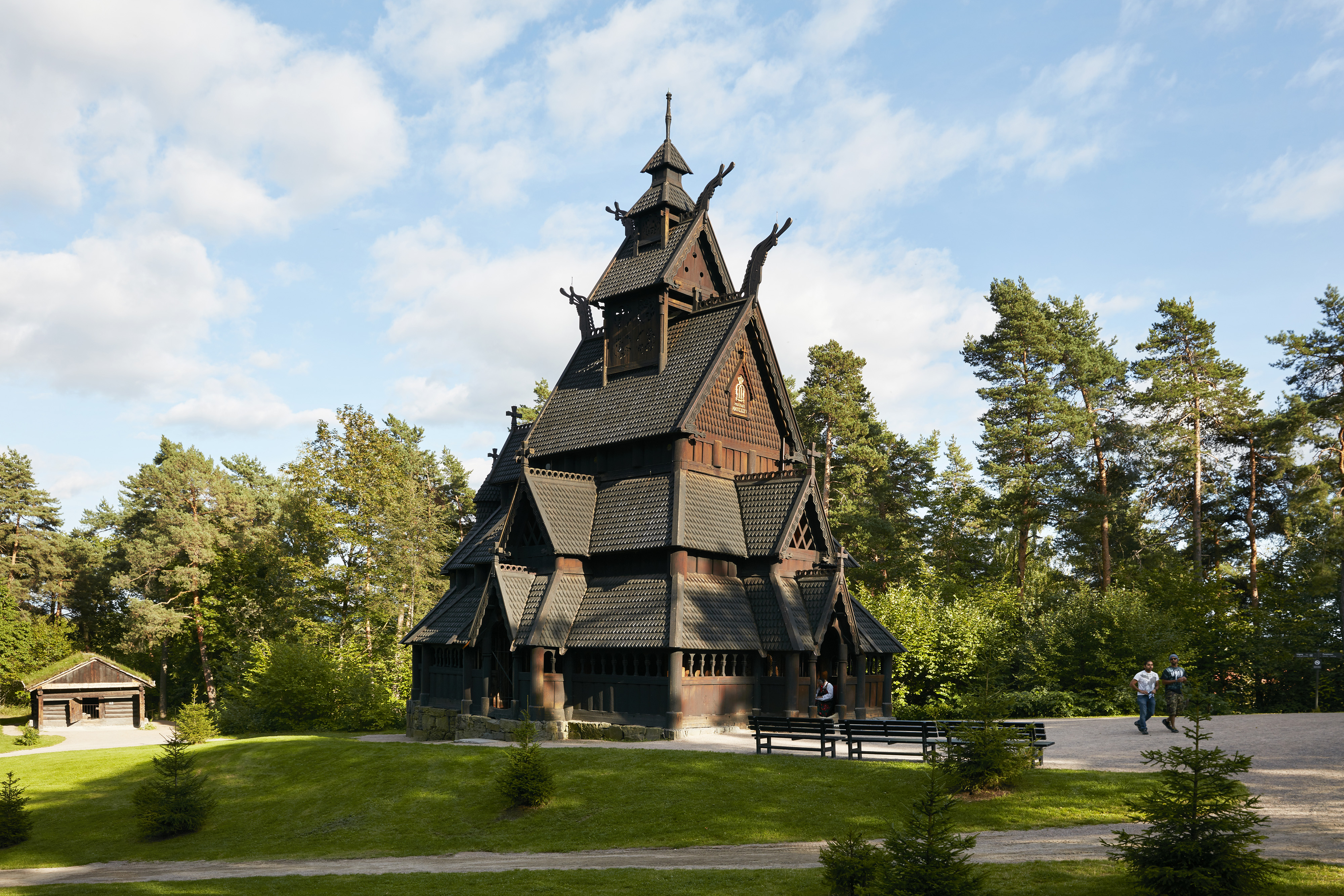
Stavkirke de Gol à Oslo
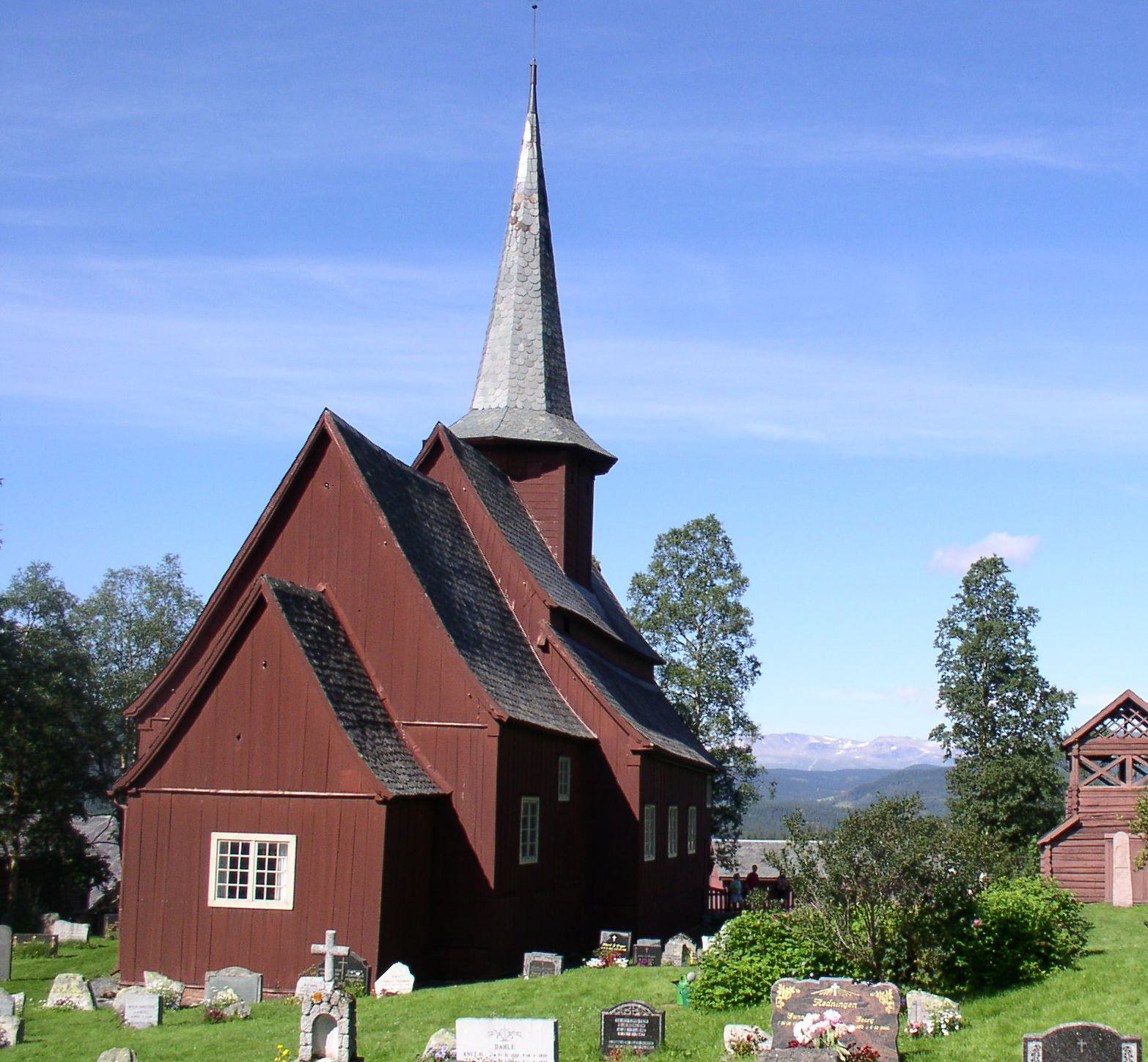
Stavekirke d'Hegge
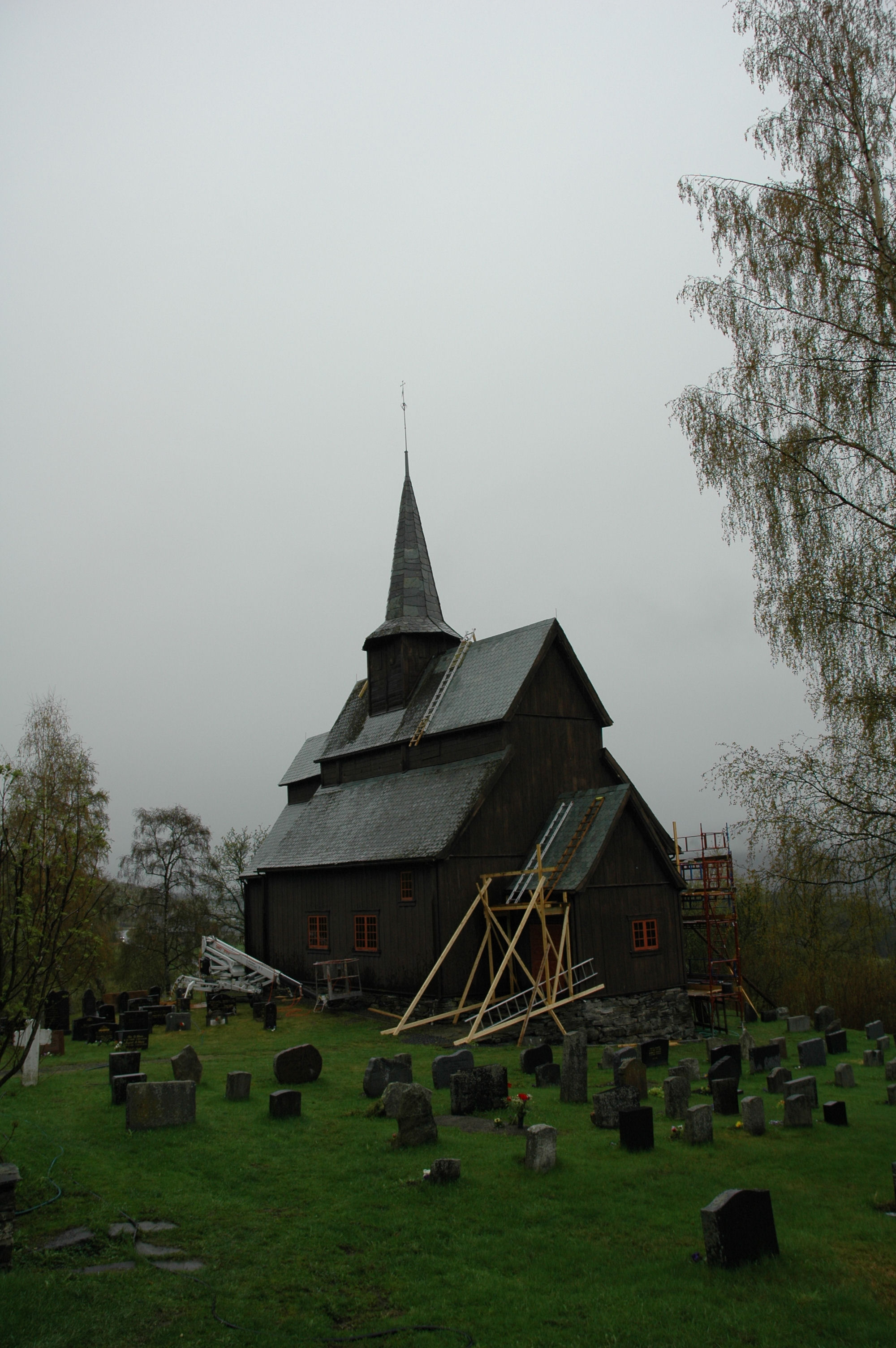
Stavkirke de Høre
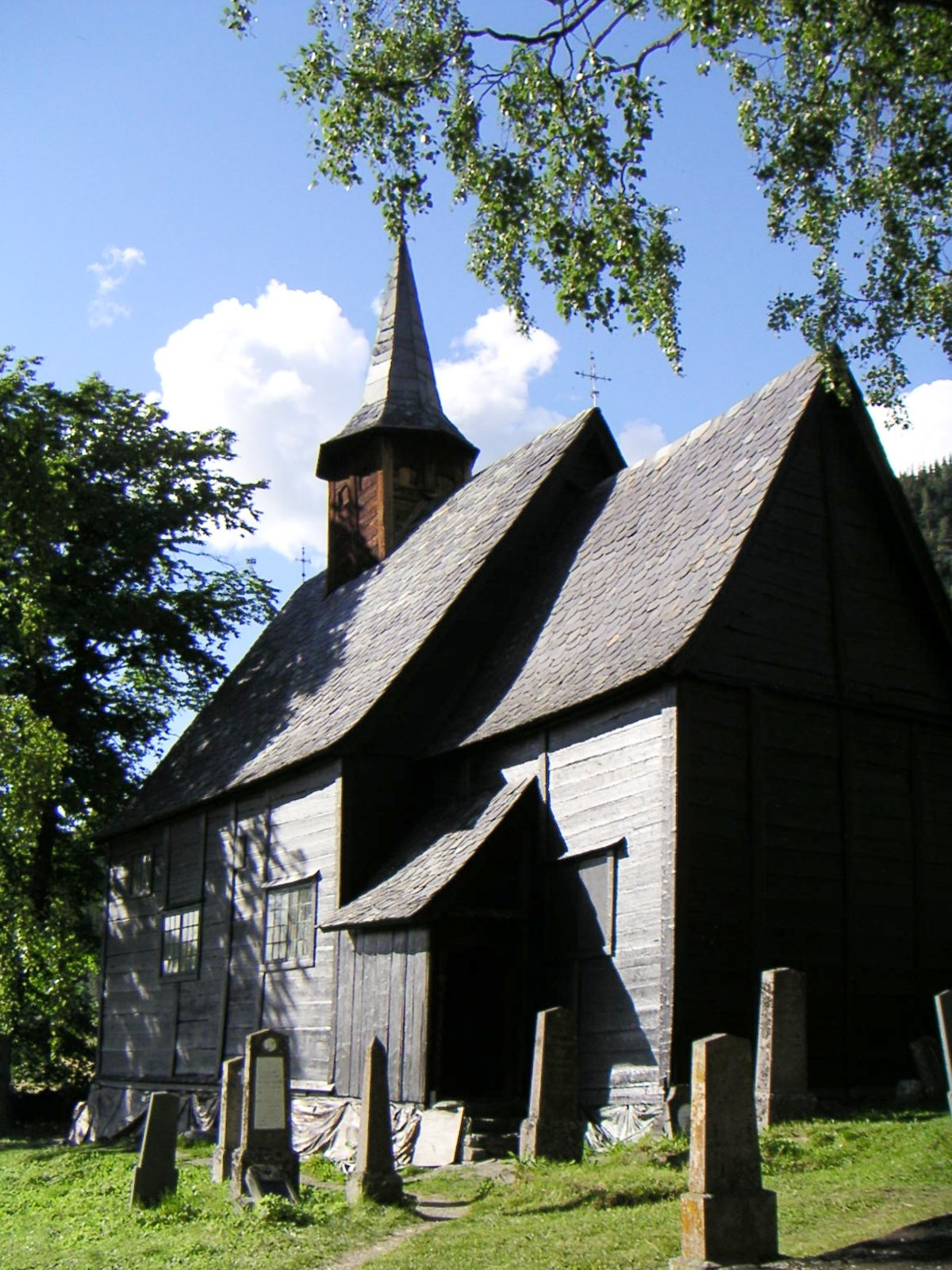
Stavkirke de Lomen
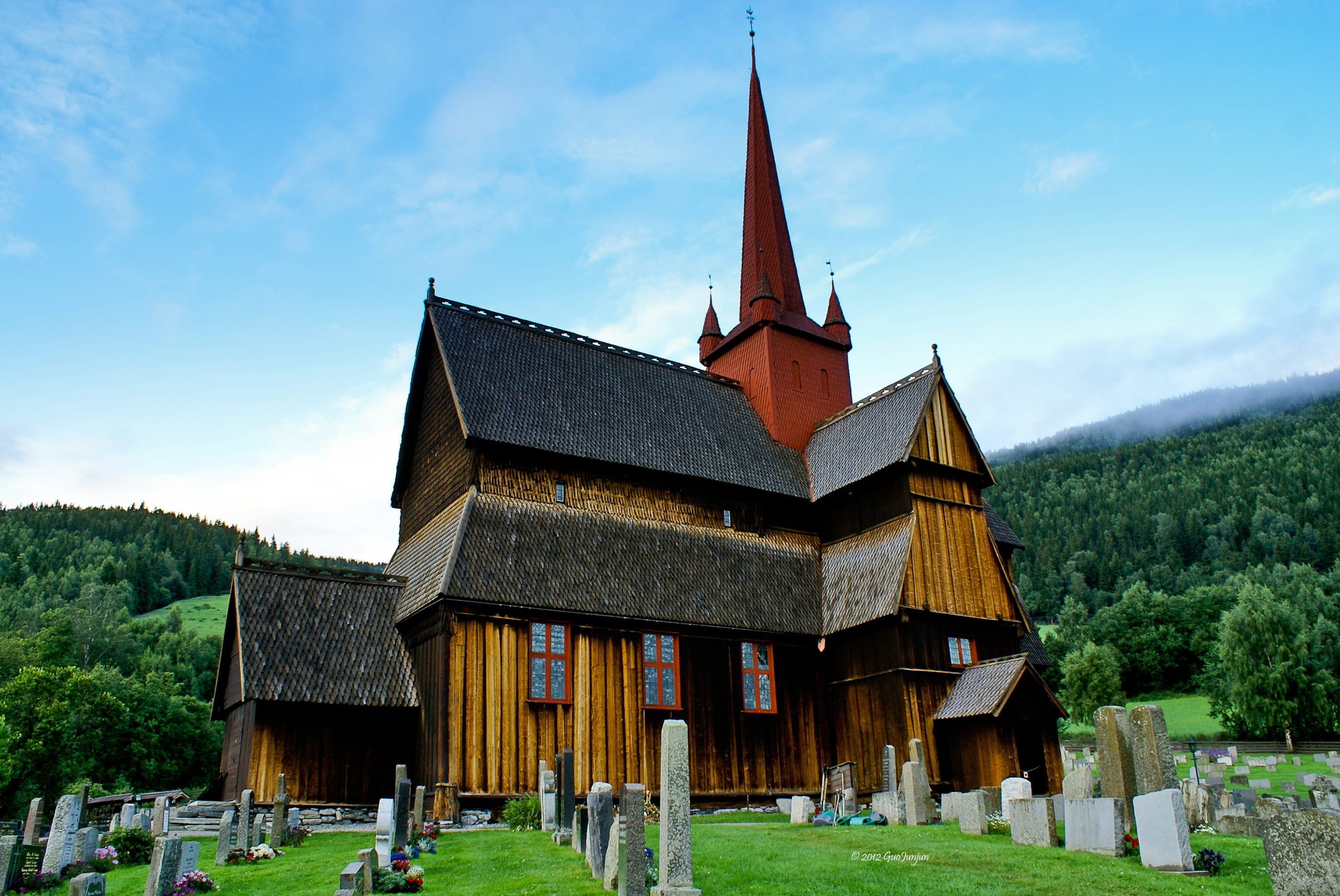
Stavkirke de Ringebu
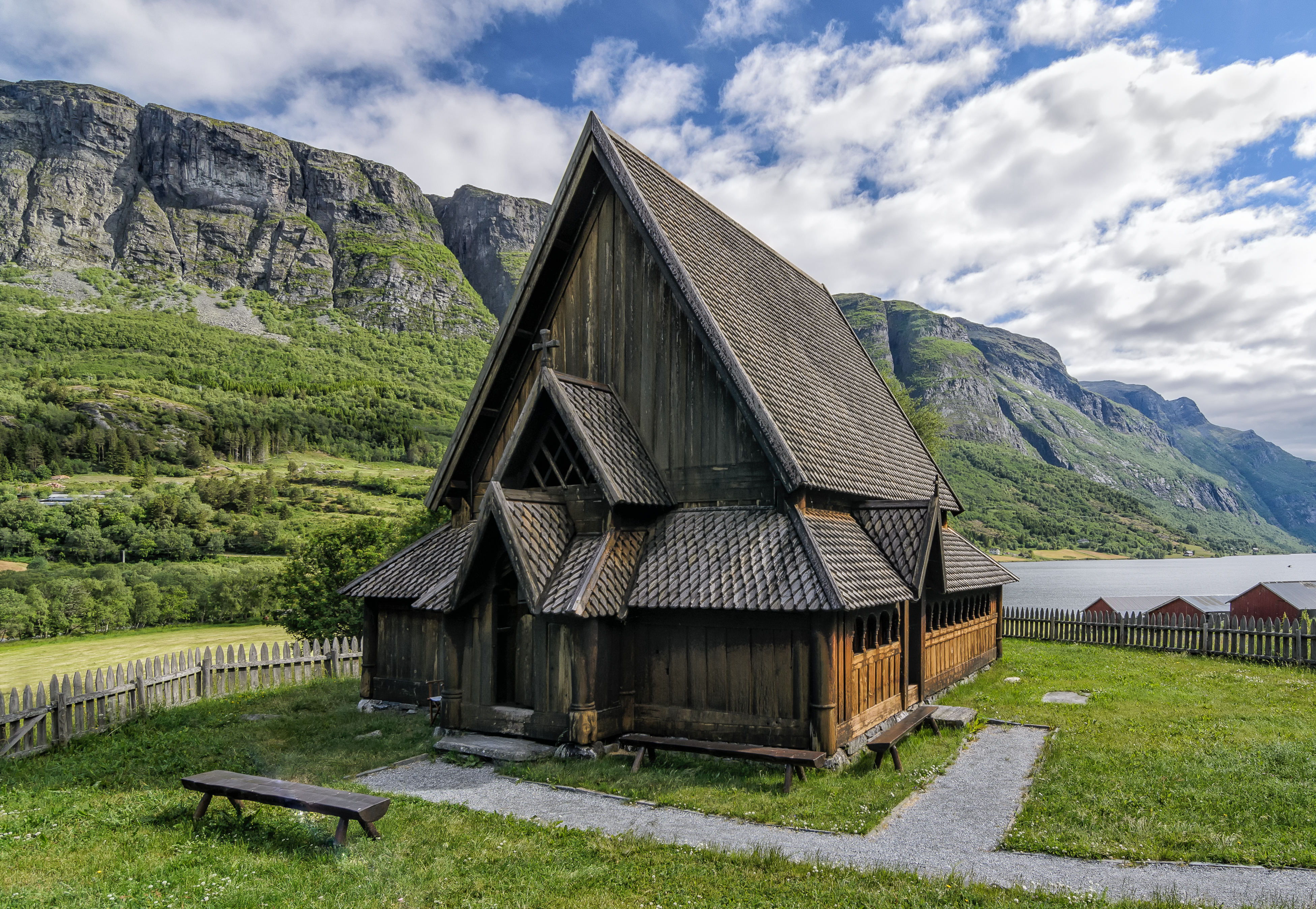
Stavkirke d'Øye

### Décoration et sculpture

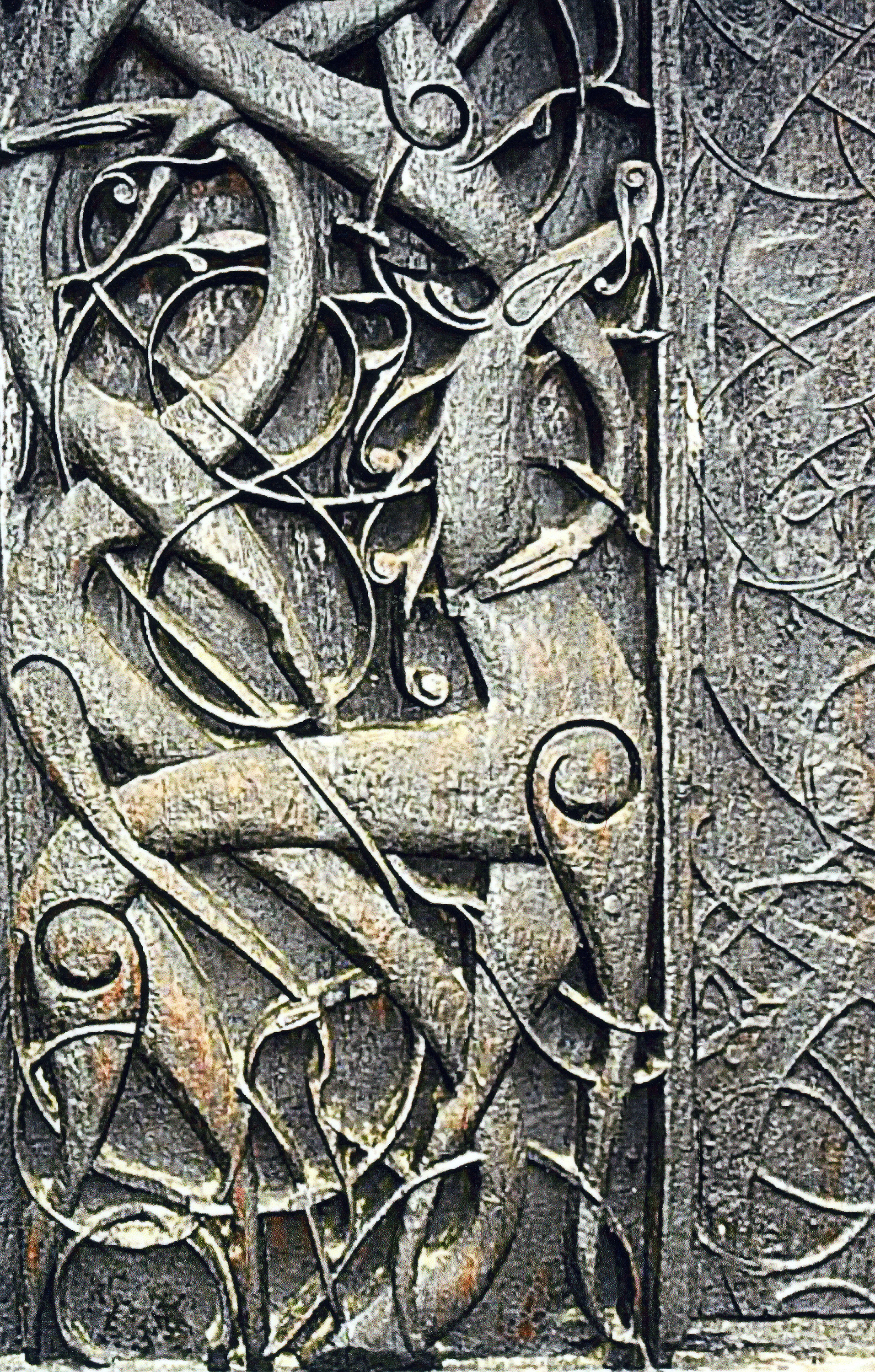
Stavkirke d'Urnes

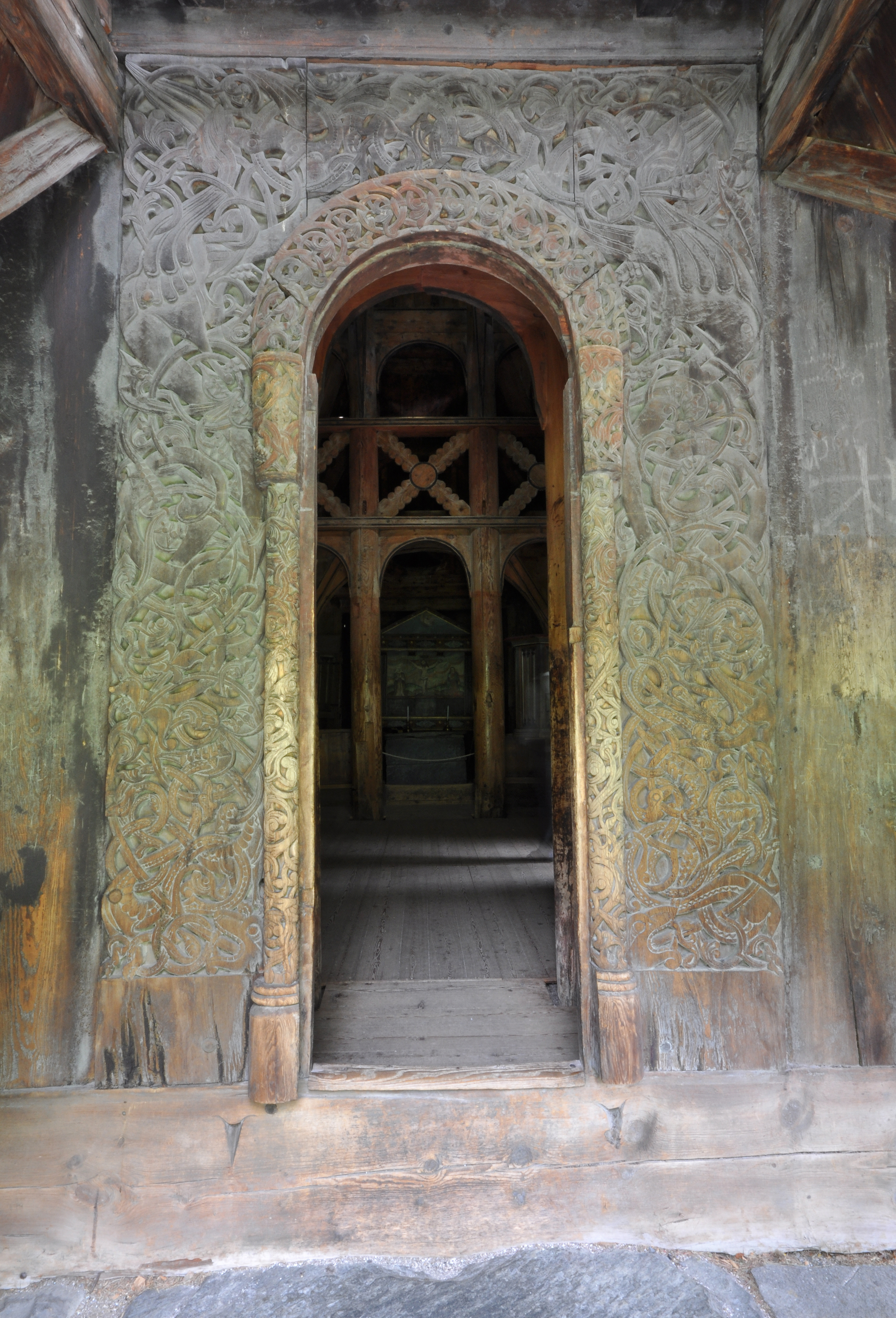
Stavkirke de Borgund

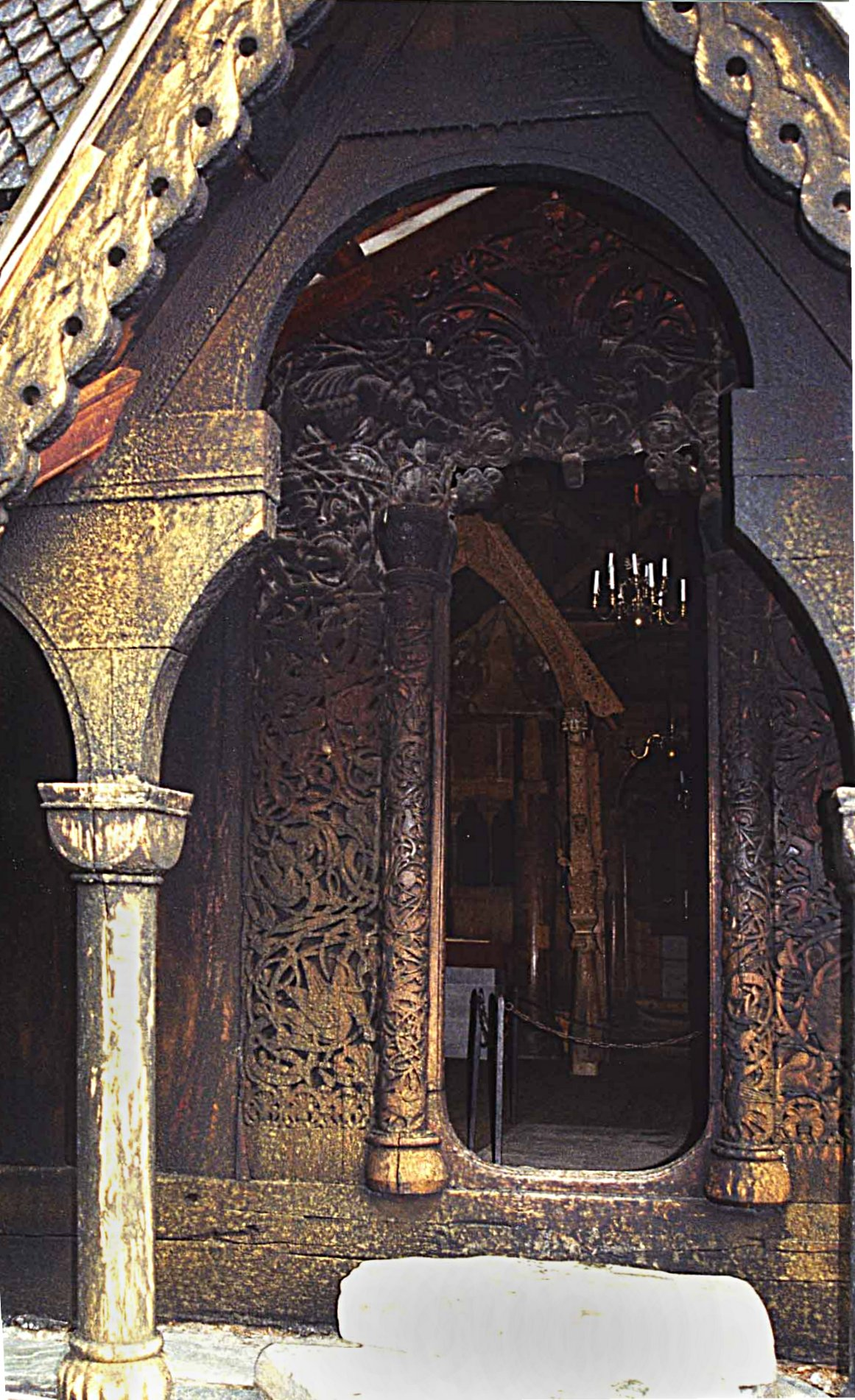
Portail de la stavkirke de Hopperstad

Le décor sculpté des stavkirkes est un aspect essentiel de l'art médiéval où l'amalgame, les motifs ornementaux, les thèmes fantastiques et légendaires égalent la créativité des portails sculptés des églises romanes occidentales.

#### Les apports païens
Les églises en bois debout sont construites dans une période de transition entre le paganisme et le christianisme et même si la nouvelle loi religieuse a détourné de nombreux symboles païens, on retrouve des divinités, des personnes, des objets et des histoires mythologiques ancestrales dans la sculptures des skavkirkes.
Les protections magiques
Sur les pignons des toitures sont des points importants et pour éviter l'action des démons et les catastrophes, on trouve la répétition de croix, d'images de dragons ou des têtes de dragons stylisés. La croix représente probablement plus une défense contre les esprits de la nature qu'un symbole de la nouvelle religion.
Les têtes de dragons stylisées rappellent les navires vikings et sont le plus souvent liées à la direction Est-Ouest, le lever et le coucher du soleil. Le dragon est considéré comme un démon qui ne peut être apprivoisé que par sa propre image. Ces têtes ont la même fonction que les visages des gargouilles des églises en pierre européenne. La sculpture du dragon sur les navires vikings est également un acte magique qui transforme le navire en un objet-monstre, le protégeant des ennemis.
Les sculptures sur les mâts ou poteaux et les portails ont également une fonction de protection contre les démons.
Le côté sombre du nord des églises, particulièrement exposé aux vieilles croyances des esprits de la nuit, est spécialement protégé. C'est aussi pour cette raison que les portes et les fenêtres sont absentes de ce côté. Dans beaucoup d'églises, le seuil rehaussé est un seuil fantôme destiné à éviter que les esprits de la nature ne pénètrent dans l'édifice.
Cet apport païen se retrouve aussi sur la chaise de l'évêque de Heddal, avec la scène du dragon de la légende de Sigurd

#### Les portails
En général, les églises ont trois entrées : la principale pour les paroissiens à l'ouest, une secondaire au sud et l'accès du prêtre dans le chœur. Les portails sont étroits et d'une hauteur d'environ quatre mètres, rectangulaires ou en plein cintre, à piédroits, à simple colonne ou à encadrement décorés, avec souvent des décors païens. On peut croire que l'Église les tolère dans un mouvement de compromis permettant à la nouvelle foi d'être acceptée par la mentalité païenne plus rapidement et avec plus de facilité. Les drames sculptés sur les panneaux peuvent être interprétés comme le combat du bien et du mal, commun aux deux religions. Les combats de dragons sont tolérés tant qu'ils ne se trouvent pas à l'intérieur de l'église.
Dans l'évolution de la décoration murale, le végétal fait disparaître l'animal et la feuille d'acanthe finit par s'imposer. Les influences sont largement controversées.
Le portail de la stavkirke d'Urnes représente l'apogée de la tradition ornementale. On y trouve l'influence des animaux tourmentés des Évangiles irlandais, des bijoux anglo-saxons, des pierres de Jelling, des fouilles du Jutland et du Gotland, de l'ensemble de la mer du Nord, mais aussi de Byzance.
Dans le portail à colonne latérale recevant une archivolte, l'influence de l'architecture de pierre est évidente avec des apports des structures anglo-saxonnes tardives de l'Angleterre. La technique des portails romans du XIIe siècle varie d'un site à l'autre. Le dégagement du relief, les méthodes et les motifs du modelé s'inspirent de la sculpture romane anglo-normande.
Le groupe d'Hylestad montre des médaillons dont les entrelacs ont une parenté avec les manuscrits anglais, en rapport avec l'ornementation anglo-normande 
La période 1130-1150 est significative d'un brassage d'influences à travers l'Europe du Nord-Est. On trouve un même sculpteur ou un même atelier à la cathédrale de Lincoln et à la cathédrale de Trondheim, une sculpture de type scandinave à l'église de Martinvast en Normandie et à l'église de Kilpeck en Angleterre, des parentés formelles entre les portails des stavkirkes et ceux de la cathédrale d'Ely,,.
Suivant certains auteurs, l'étude des portails fait ressortir sept groupes : 
- Les portails primitifs dans le style d'Urnes I, sans éléments tirés de l'architecture de pierre que l'on peut dater du XIe siècle au début du XIIe siècle.
- Le groupe de Hopperstad-Ulvik, des environs de 1140 aux alentours de 1180-1190, avec des éléments de composition et des motifs ornementaux influencés par l'architecture de pierre de réalisations internationales avec l'intégration d'éléments traditionnels, dans une synthèse d'influences nordiques et internationales qui forment un style particulier.
- Le groupe de Høre (Hurum), issu du groupe de Hopperstad, que l'on peut dater des années 1180, est le type de portail le plus répandu et le plus abondant.
- Le groupe des portails historiés de Hemsedal et de Hylestad sont inclus en réalité dans le groupe de Høre (Hurum) avec quelques portails apparentés.
- Le groupe d'Attrå-Tuft, qui commence peu avant 1190 est un type régional confiné à l'arrière-pays du Numedal et du Telemark.
- le groupe de Vågå-Rennebu, fortement influencé par la jeune école de Trondheim, appartient au premier quart du XIIe siècle. Le portail de Vågå est le premier exemple d'une transposition de l'architecture de pierre.
- Le portail de Hoff, dont la datation est controversée, est un phénomène isolé.

En plus de ces sept groupes, on trouve un certain nombre de portails du milieu et de la fin du XIIIe siècle, mais ils sont plus ou moins dégénérés et viennent principalement du groupe d'Attrå-Tuft.

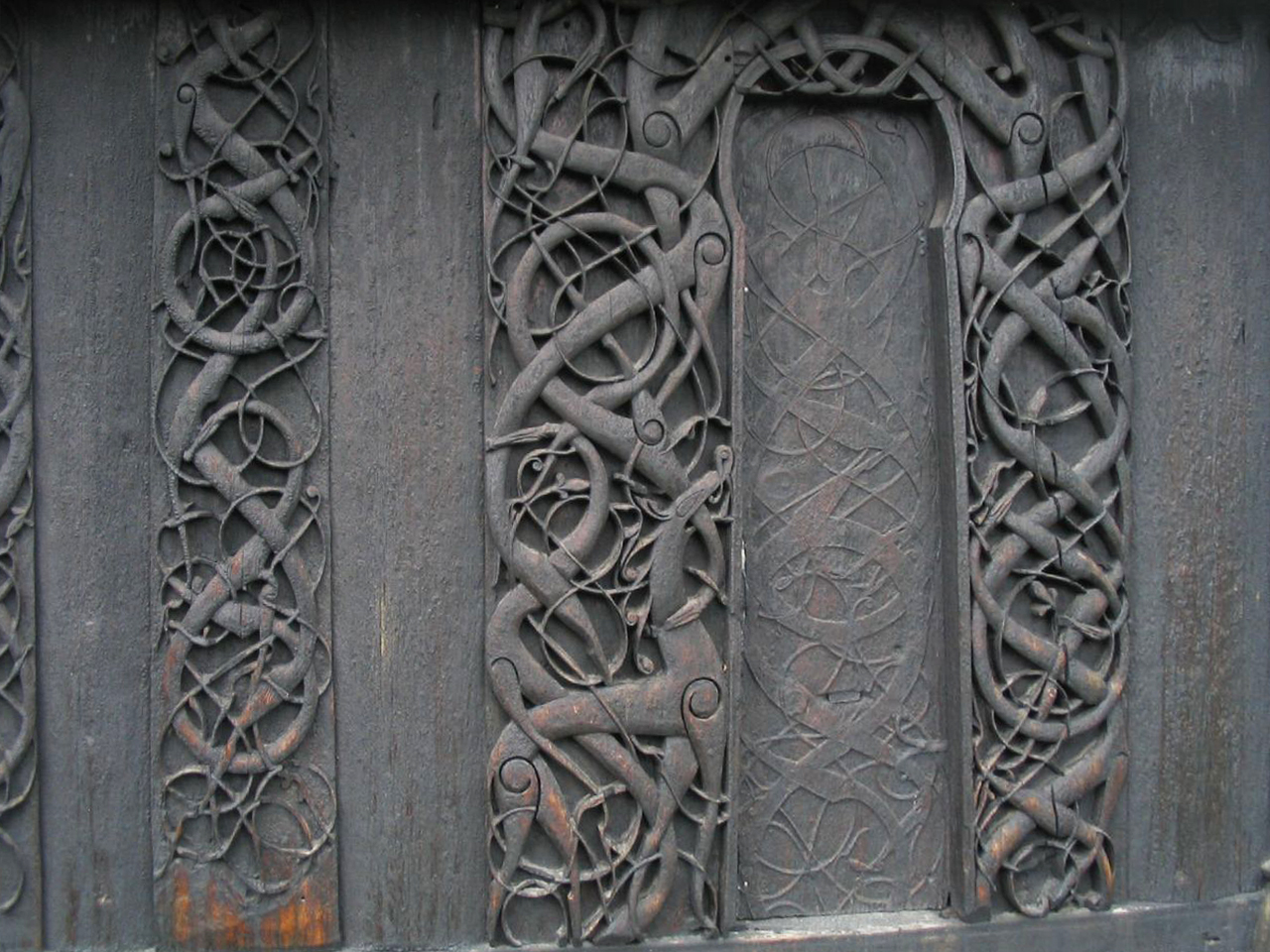
Stavkirke d'Urnes
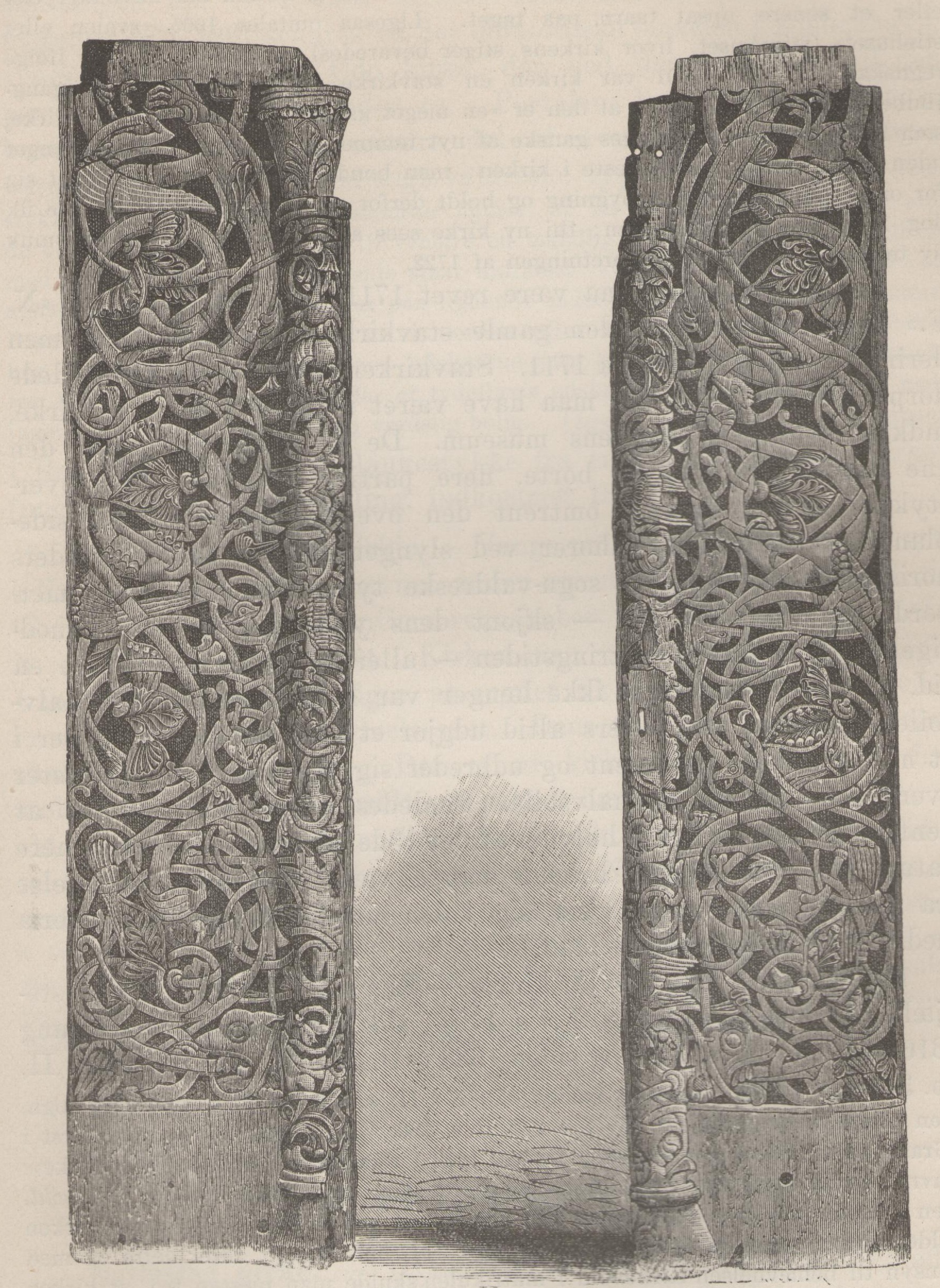
Stavkirke d'Ulvik
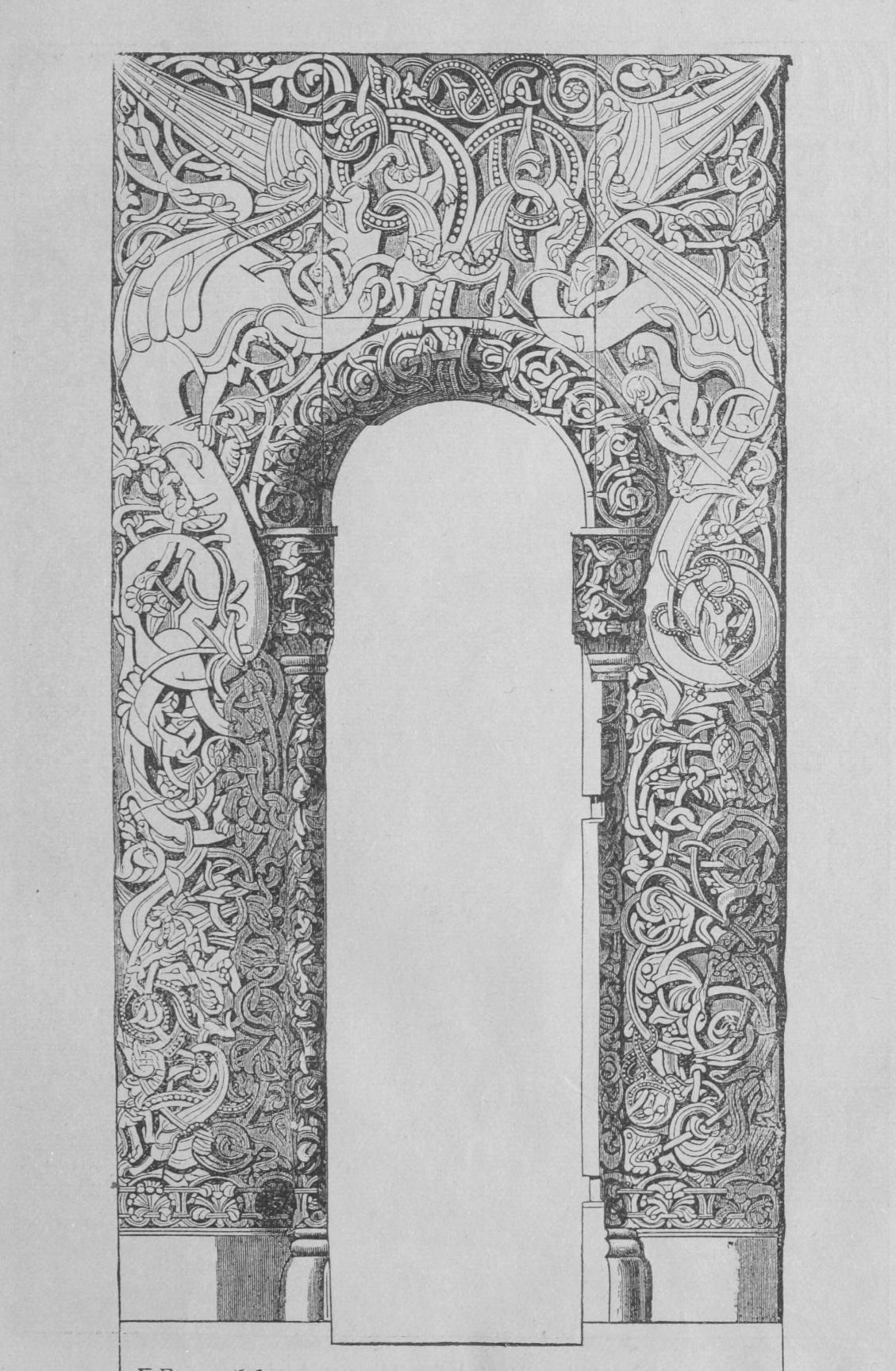
Stavkirke de Høre (Hurum)
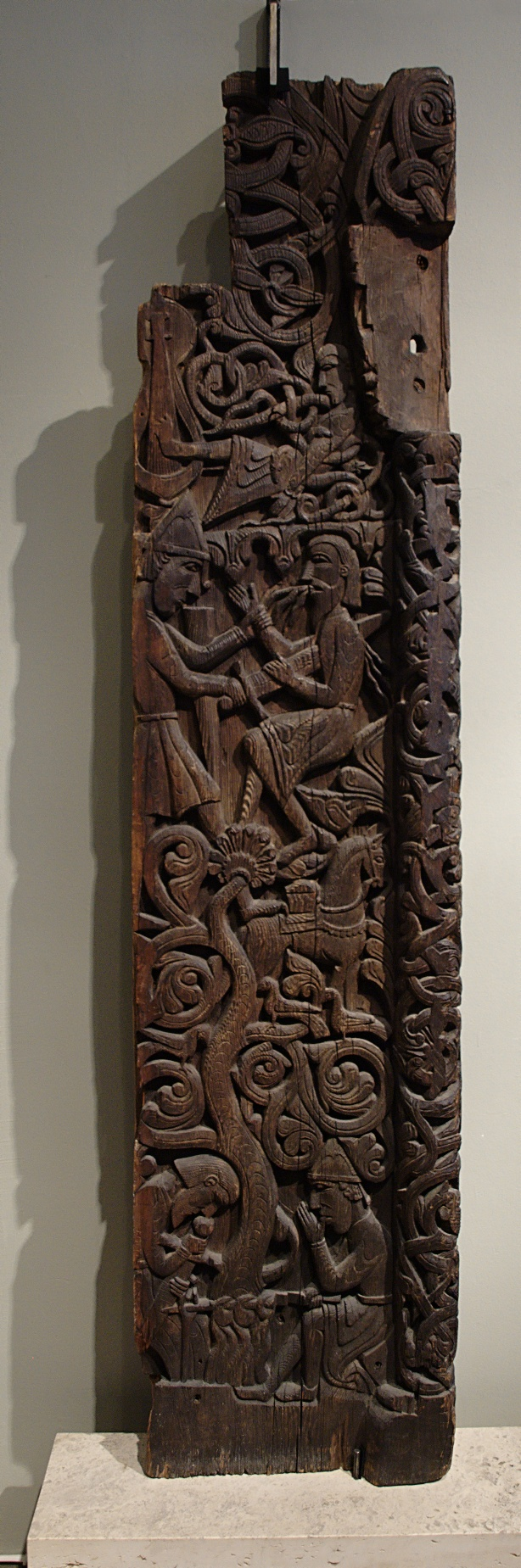
Hylestad
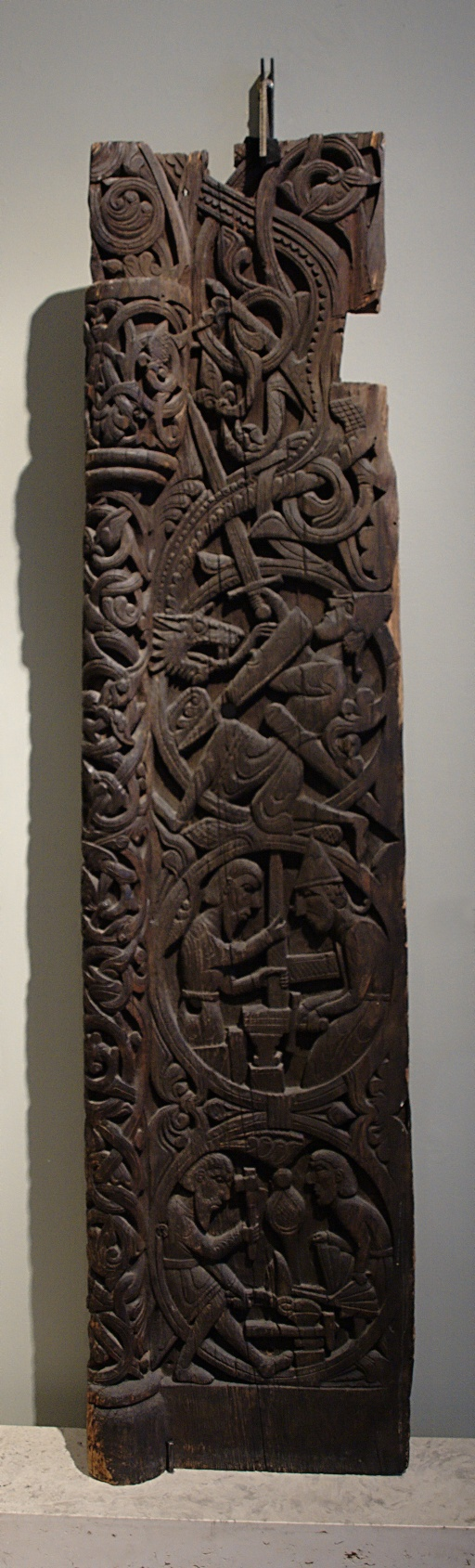
Hylestad
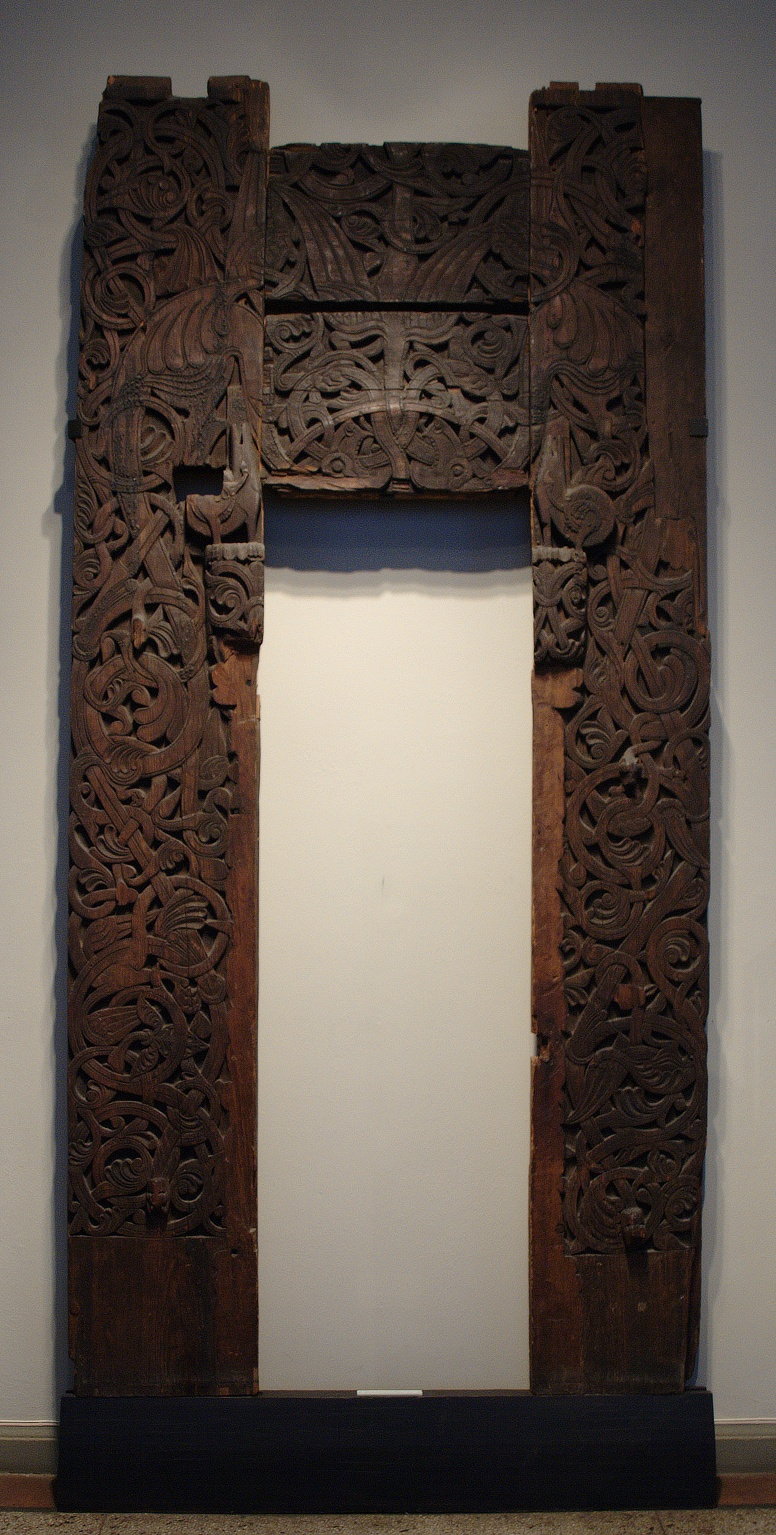
Stavkirke d'Atrå
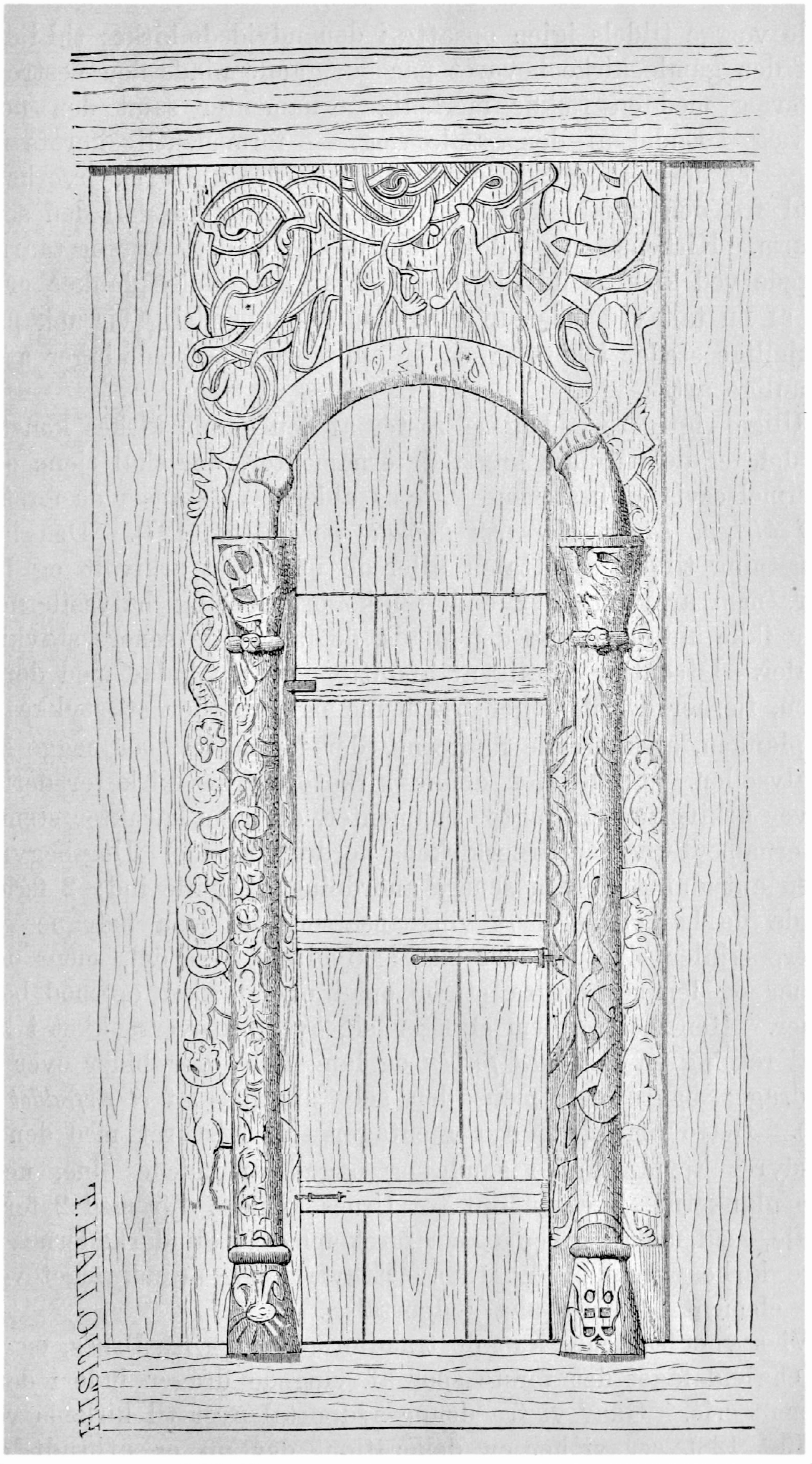
Stavkirke de Vågå
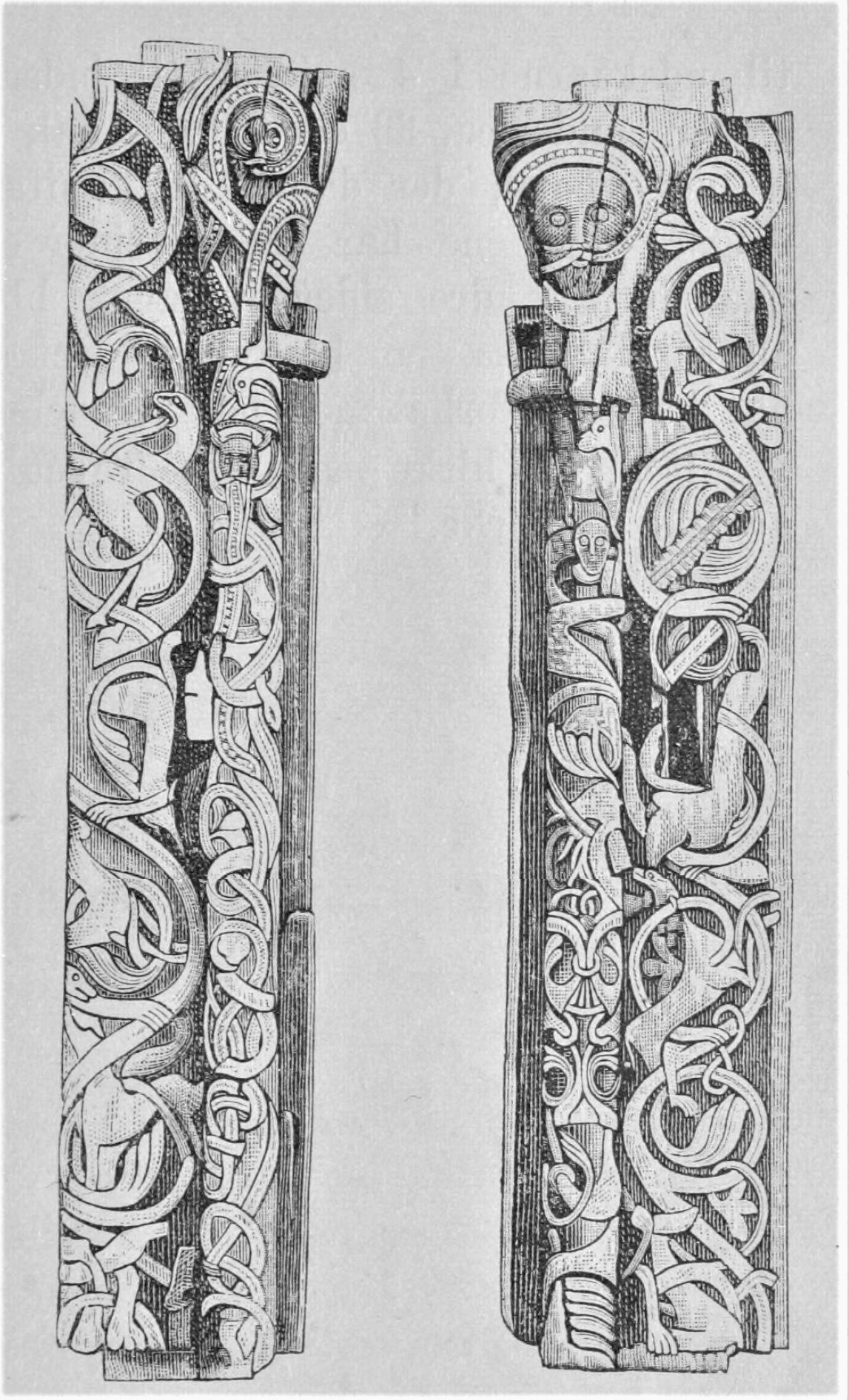
Stavkirke de Rennebu
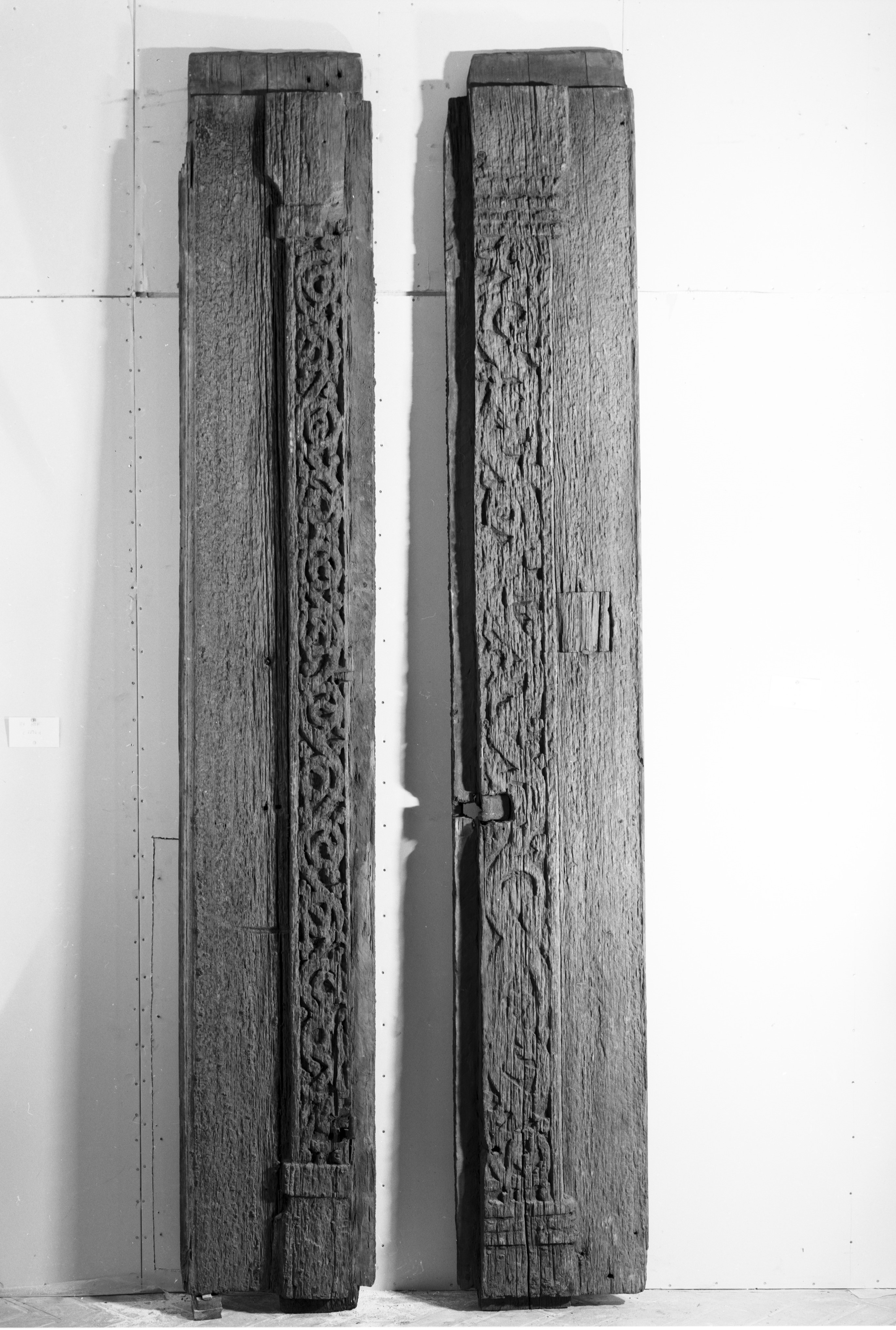
Stavkirke de Hoff

#### Les chapiteaux
Le chapiteau le plus courant est le chapiteau roman rhénan, une portion de sphère pénétrée par un cube. Il est employé dans la région germanique et par les Normands, en Normandie et en Angleterre. Dans les stavkirkes, ils sont reliés par des archivoltes formées de deux corbeaux 1/4 de rond adjacents. À la stavkirke d'Urnes, ils sont décorés d'animaux distordus et d'un centaure.
Les chapiteaux cylindriques sont mieux adaptés aux contraintes du matériau. Ils sont reliés par des arcs en bois peint en noir ou goudronné pour disparaître visuellement, ce qui est typique du Moyen Âge norvégien.
On trouve aussi des masques sculptés sur les mâts.

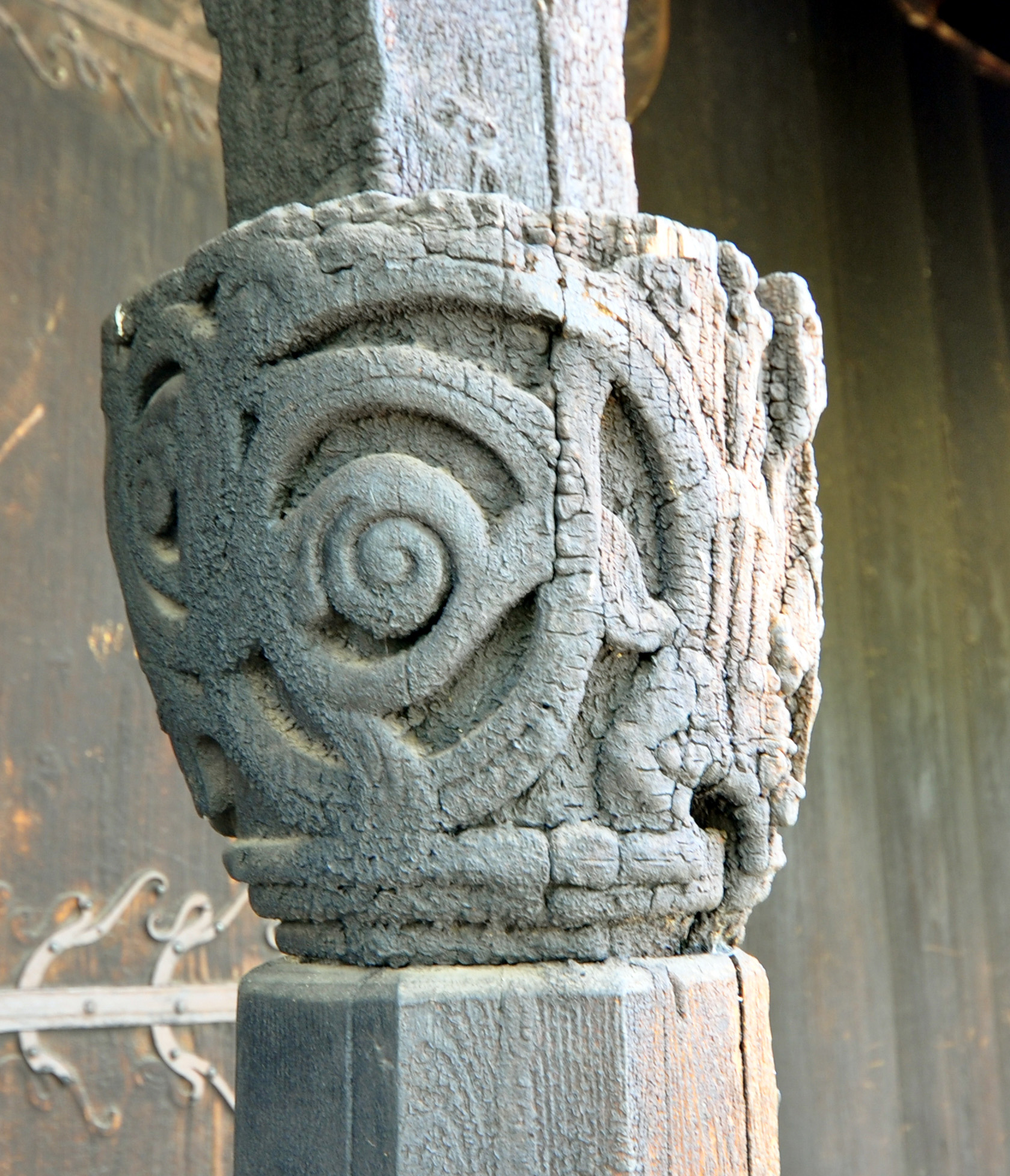
Stavkirke d'Urnes, chapiteau rond
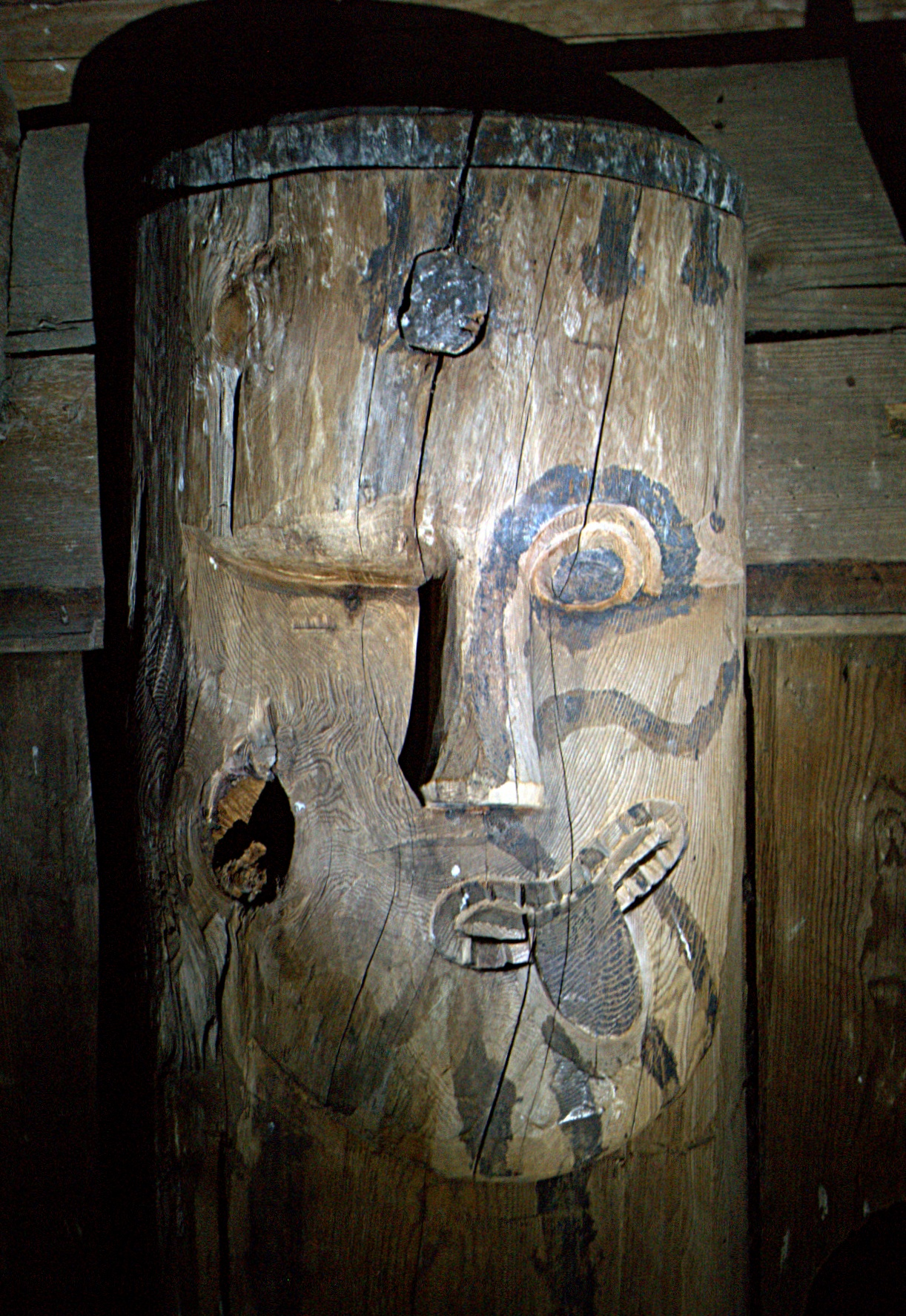
Stavkirke de Hegge, masque.
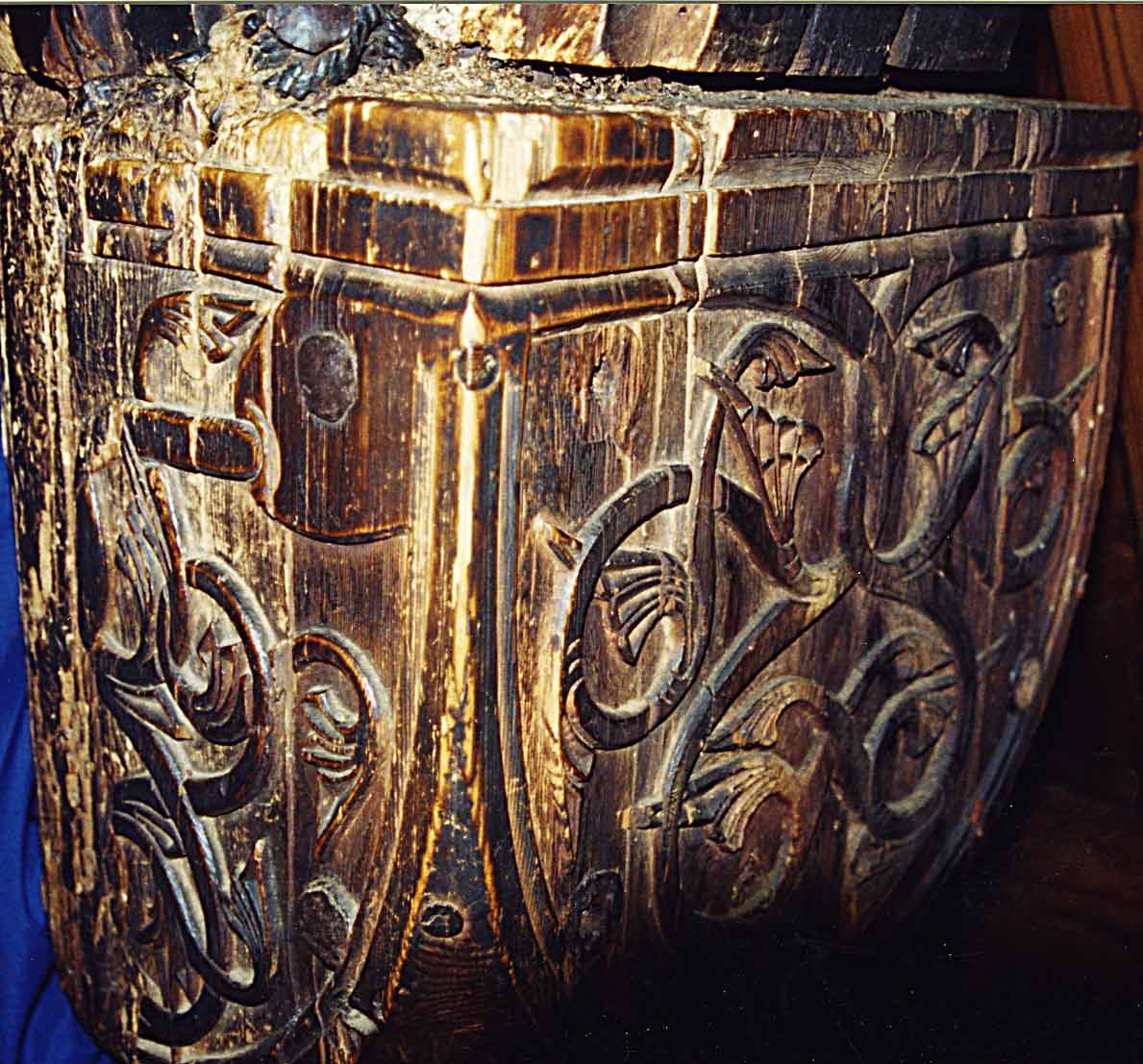
Stavkirke d'Urnes, chapiteau cubique.

#### Peintures, baldaquins, antependiums
Les stavkirkes jouent un rôle important dans la peinture médiévale européenne, car ce type d'art sur bois est mieux conservé que les autres éléments liturgiques archaïques comme les baldaquins et antependiums. C'est un art descriptif qui se renouvelle sans cesse sous l'influence de l'Europe occidentale.
Les baldaquins sont des vestiges liturgiques abandonnés au Moyen Âge, qui subsistent uniquement en Norvège. C'est une construction qui prétend être une copie de la voûte gothique avec des couleurs vives pour compenser l'intérieur sombre des églises. Ces couleurs et les formes géométriques rappellent le décor des vitraux gothiques. Il reste peu de baldaquins : celui de la stavkirke de Hopperstad, très endommagé au XIXe siècle, est plus connu pour ses sculptures que pour ses peintures représentant les scènes de la vie du Christ.
La collection d'antiquités de l'Université d'Oslo conserve la voûte d'un baldaquin avec plus de vingt scènes bibliques de l'Ancien et du Nouveau Testament, semblables à la Bible de Robert de Bello à Canterbury.
Ce musée conserve aussi la plus grande partie des antependiums ou ornements d'autels dont les plus anciens sont ceux des stavkirkes d'Heddal et d'Ulvik avec des représentations du Christ en majesté entouré des apôtres rappelant les manuscrits anglais comme ceux de Matthieu Paris. Les couleurs sont exceptionnelles, avec l'utilisation de l'or et de l'argent. Les thèmes les plus fréquents sont le Christ en majesté, les Vierges à l'enfant et, en petit nombre, des scènes de la vie de Jésus et de Marie. Un thème est dédié à saint Olaf, un autre à saint Botwulf, une scène illustre la lutte de l'Empereur Heraclius contre les Perses,.

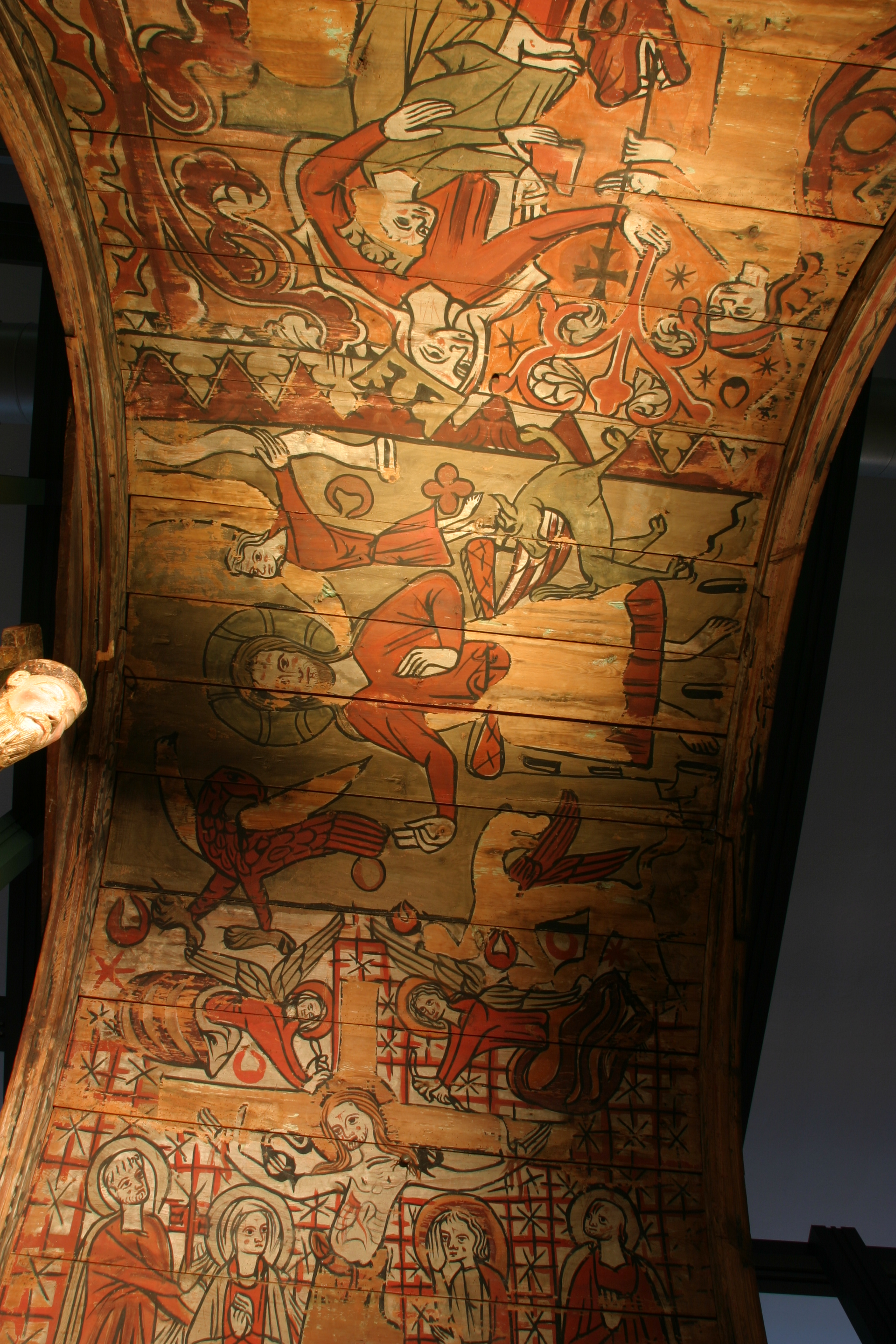
Peinture de la stavkirke d'Aldal
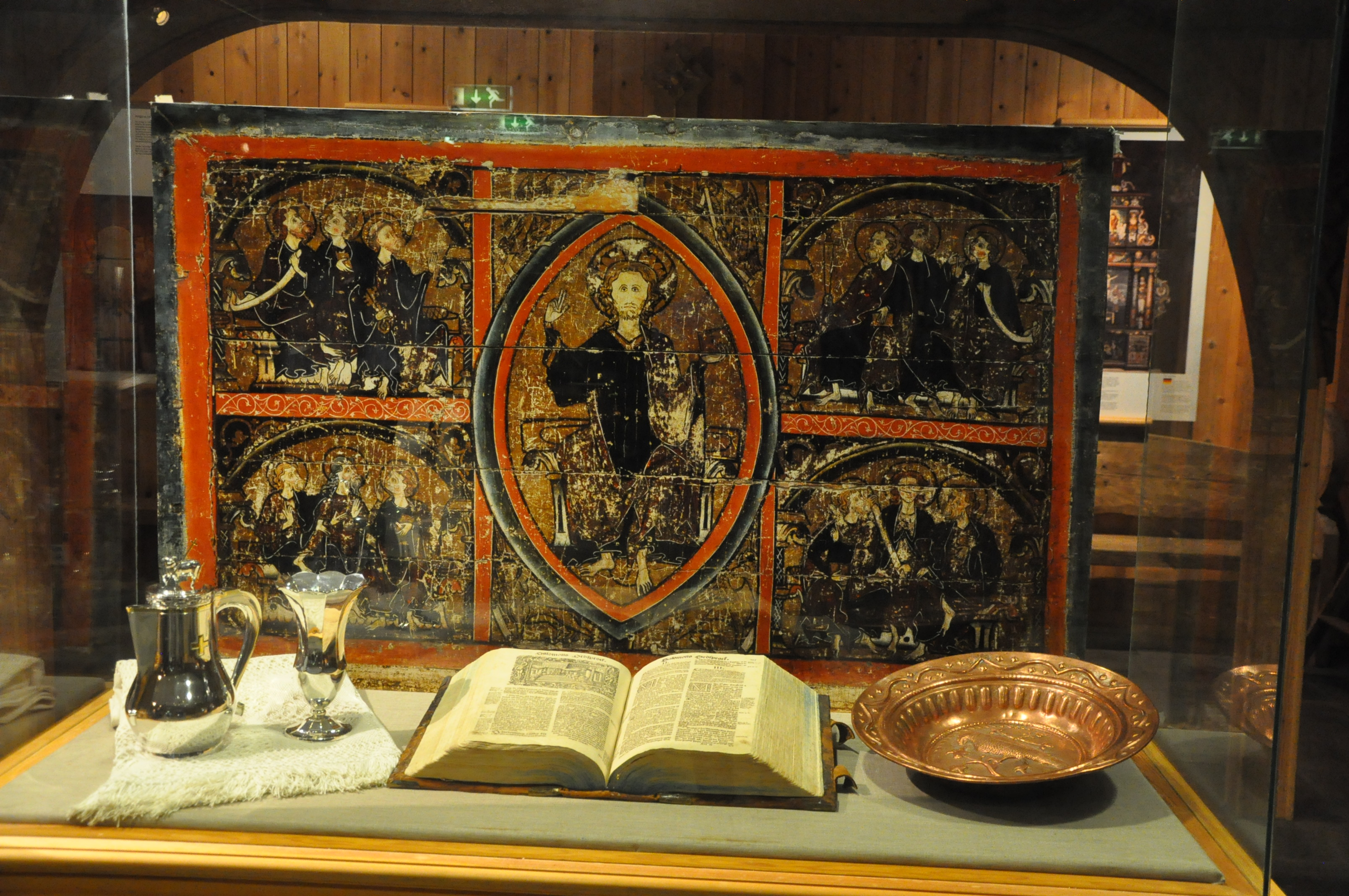
Antependium de la stavkirke de Heddal

## Liste des stavkirkes existantes

### Stavkirkes de Norvège

#### Églises originelles
| Stavkirke                   | Comté            | Construction          | Notes                                                                   | Coordonnées                  | Illus. |
| --------------------------- | ---------------- | --------------------- | ----------------------------------------------------------------------- | ---------------------------- | ------ |
| Stavkirke de Flesberg (en)  | Buskerud         | Après 1111            |                                                                         | 59° 51′ 46″ N, 9° 25′ 59″ E  |        |
| Stavkirke de Gol            | Buskerud         | Après 1216            | Démontée en 1884 ; remontée dans le musée folklorique norvégien à Oslo. | 59° 54′ 29″ N, 10° 41′ 00″ E |        |
| Stavkirke de Nore (en)      | Buskerud         | 1166-1167             |                                                                         | 60° 09′ 52″ N, 9° 00′ 37″ E  |        |
| Stavkirke de Røldal         | Buskerud         | Avant 1482            |                                                                         | 59° 49′ 51″ N, 6° 49′ 22″ E  |        |
| Stavkirke de Torpo          | Buskerud         | Après 1192            |                                                                         | 60° 39′ 51″ N, 8° 42′ 30″ E  |        |
| Stavkirke d'Uvdal           | Buskerud         | Après 1168            |                                                                         | 60° 15′ 54″ N, 8° 50′ 05″ E  |        |
| Stavkirke de Rødven         | Hordaland        | Vers 1250             |                                                                         | 62° 37′ 27″ N, 7° 29′ 37″ E  |        |
| Stavkirke de Hegge (en)     | Innlandet        |                       |                                                                         | 61° 09′ 28″ N, 9° 01′ 26″ E  |        |
| Stavkirke de Grip (en)      | Møre og Romsdal  | 1450-1500             |                                                                         | 63° 13′ 11″ N, 7° 35′ 38″ E  |        |
| Stavkirke de Kvernes        | Møre og Romsdal  | 1350-1400             |                                                                         | 63° 00′ 19″ N, 7° 43′ 19″ E  |        |
| Stavkirke de Rollag         | Møre og Romsdal  | vers 1200             |                                                                         | 60° 01′ 16″ N, 9° 16′ 24″ E  |        |
| Stavkirke de Garmo (en)     | Oppland          | 1157-1158             |                                                                         | 61° 06′ 40″ N, 10° 28′ 34″ E |        |
| Stavkirke de Hedalen (en)   | Oppland          | Entre 1150 et 1200    |                                                                         | 60° 37′ 21″ N, 9° 41′ 27″ E  |        |
| Stavkirke de Høre (en)      | Oppland          | 1180                  |                                                                         | 61° 09′ 12″ N, 8° 48′ 17″ E  |        |
| Stavkirke de Lomen          | Oppland          | Entre 1150 et 1200    |                                                                         | 61° 08′ 06″ N, 8° 55′ 26″ E  |        |
| Stavkirke de Lom            | Oppland          | Années 1170           |                                                                         | 61° 50′ 23″ N, 8° 33′ 58″ E  |        |
| Stavkirke d'Øye             | Oppland          | Vers 1200             |                                                                         | 61° 10′ 04″ N, 8° 23′ 59″ E  |        |
| Stavkirke de Reinli         | Oppland          | Après 1326            |                                                                         | 60° 49′ 53″ N, 9° 29′ 35″ E  |        |
| Stavkirke de Ringebu        | Oppland          | 1220                  |                                                                         | 61° 30′ 33″ N, 10° 10′ 23″ E |        |
| Stavkirke de Borgund        | Sogn og Fjordane | Entre 1150 et 1200    | Stavkirke la mieux conservée dans sa forme médiévale                    | 61° 02′ 50″ N, 7° 48′ 44″ E  |        |
| Stavkirke de Hopperstad     | Sogn og Fjordane | vers 1130             |                                                                         | 61° 04′ 39″ N, 6° 34′ 08″ E  |        |
| Stavkirke de Kaupanger (en) | Sogn og Fjordane | vers 1190             |                                                                         | 61° 11′ 03″ N, 7° 14′ 01″ E  |        |
| Stavkirke d'Undredal (en)   | Sogn og Fjordane | 1147                  |                                                                         | 60° 57′ 03″ N, 7° 06′ 08″ E  |        |
| Stavkirke d'Urnes           | Sogn og Fjordane | 1130                  | Inscrite au patrimoine mondial                                          | 61° 17′ 53″ N, 7° 19′ 21″ E  |        |
| Stavkirke de Haltdalen      | Sør-Trøndelag    | 1170                  | Deplacée au musée folklorique de Trøndelag (no) à Trondheim             | 63° 25′ 04″ N, 10° 21′ 18″ E |        |
| Stavkirke d'Eidsborg        | Telemark         | Milieu du XIIe siècle |                                                                         | 59° 27′ 53″ N, 8° 01′ 19″ E  |        |
| Stavkirke de Heddal         | Telemark         | Début du XIIe siècle  | Plus grande stavkirke subsistante.                                      | 59° 34′ 47″ N, 9° 10′ 35″ E  |        |
| Stavkirke de Høyjord (en)   | Vestfold         | 1275 ?                |                                                                         | 59° 22′ 03″ N, 10° 07′ 16″ E |        |

#### Répliques et reconstructions
- Stavkirke de Fantoft à Bergen : détruite par un incendie et reconstruite à l'identique en 1997.
- Stavkirke de Fåvang (en), reconstruite dans les années 1600 avec du bois de récupération d'églises en bois debout.
- Stavkirke de Vang, déplacée dans les années 1800 en Pologne
- Église de Vågå, reconstruite sur le site d'une église en bois avec la réutilisation de matériaux provenant d'églises des environs.

### Stavkirkes d'autres pays

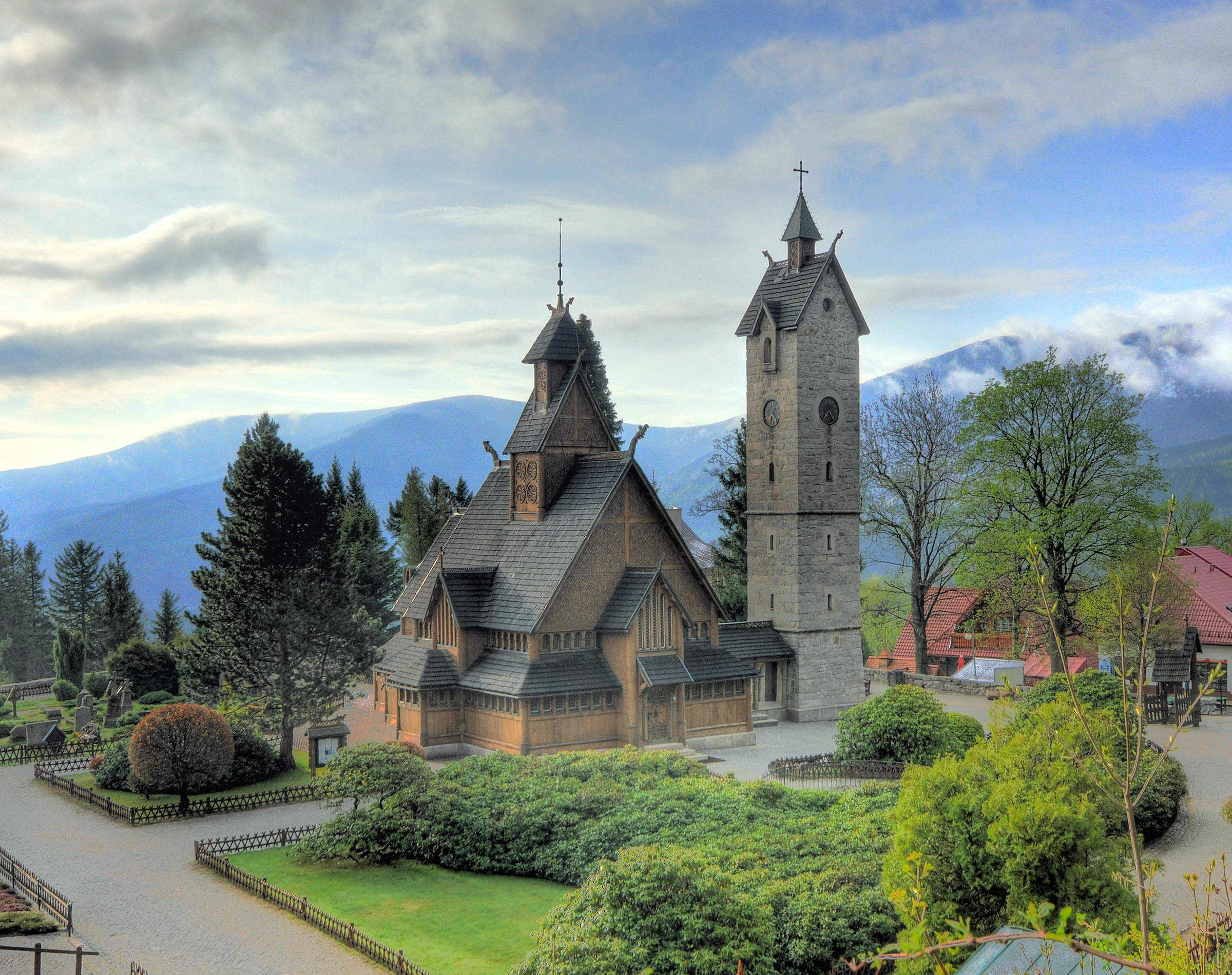
Stavkirke de Vang à Karpacz

- Reconstitution de l’église de Hørning (musée Moesgård, Danemark).
- Hedared stavkirke (Suède) construite après 1501.
- Hemse stavkirke (Suède) construite vers 1100.
- Stavkirke (Petäjävesi, Finlande).
- Église de Greensted (Angleterre) construite après 1053.
- Stavkirkes carpatiques occidentales (Carpates, Slovaquie).
- Stavkirkes carpatiques orientales (Carpates, Pologne et Ukraine).
- Stavkirkes de Pologne, dont la
  - Stavkirke de Vang (Kościół Wang en polonais) de Vang (Pologne) construite vers 1200, démontée et déménagée en 1844 à Karpacz.
- Stavkirke de Kiji (Russie).
- Ancienne stavkirke de Stoudienka en Biélorussie[19].
- Stavkirkes marmatiennes (Marmatie, Roumanie).